# 瑯嶠十八社
瑯十八社（另稱斯卡羅酋邦）是一個曾經存在於臺灣恆春半島的酋邦或部落聯盟，由斯卡羅人所建立。他們本為卑南族知本社的其中一支，其後南遷恆春半島以強大武力及巫術先後統合瑯嶠其他族群如排灣族、阿美族、平埔馬卡道族，建立一個跨部族的貴族制政治實體，亦因當地排灣族人口最多而大致排灣化；其統治領域最盛大致屬恆春半島的臺東太麻里、金崙、大鳥及屏東恆春、滿州、車城一帶。
荷蘭文獻中敬稱統治該區的斯卡羅酋邦首領為「瑯嶠君主」，在荷治時期和清治時期時把斯卡羅酋邦加上鄰近的部落歸在一起共同收取贌金或社餉，清代早期文獻中稱該地各社為「瑯嶠十八社」，後期該詞專指斯卡羅酋邦。西元1867年，美國船難者在十八社之一的龜仔甪社領地上登陸求援，卻遭到劫殺獵首，震驚當時各界，即羅發號事件。美方向中國政府抗議，官員卻說枋寮以南為界外生番之地，生番乃化外之民，向來採取「聽其從俗，從宜而已」之放任政策。但在美國強力施壓下，中國政府被迫派兵遠征恆春半島準備來懲戒兇手，後來由美國駐廈門領事李仙得親自與瑯嶠十八社總頭目卓杞篤交涉，雙方最終達成協議並以書面記載這份非正式的諒解備忘錄，俗稱南岬之盟。

## 南遷
斯卡羅一詞原指來自「卡羅」（Qalu）地區的人，即卡砦卡蘭部落（Kazkalran）。在卑南族起源傳說神話中分為石生起源說和竹生起源說，石生起源的卡砦卡蘭部落本為台東平原中的霸主，但在滑地戰役（Daludalusan）敗給竹生起源的普悠瑪部落，喪失霸權。其中一位領袖卡利馬勞（Karinalaw）受到普悠瑪人的屈辱，領導一部分卡砦卡蘭族人往南遷進入恆春半島，與當地的排灣族武裝衝突。由於擁有強大的組織與武力且又善於使用咒語，當地的排灣族皆紛紛臣服，並以「斯卡羅」稱呼這一支外族。斯卡羅該詞後來引申為「乘轎者」之意。這一支斯卡羅人稱霸恆春半島後，逐漸成為擁有原始土地權的統治階層，演變為斯卡羅人部落領導排灣族部落，形成跨部落的大型酋邦。這一支斯卡羅人後來與當地人口多數的排灣族人互動，漸漸排灣化。但仍保持與同神話系統知本社族人友好關係，並與竹生起源說的普悠瑪人，即卑南覓（Pimaba）部族保持敵對。

## 瑯嶠君主

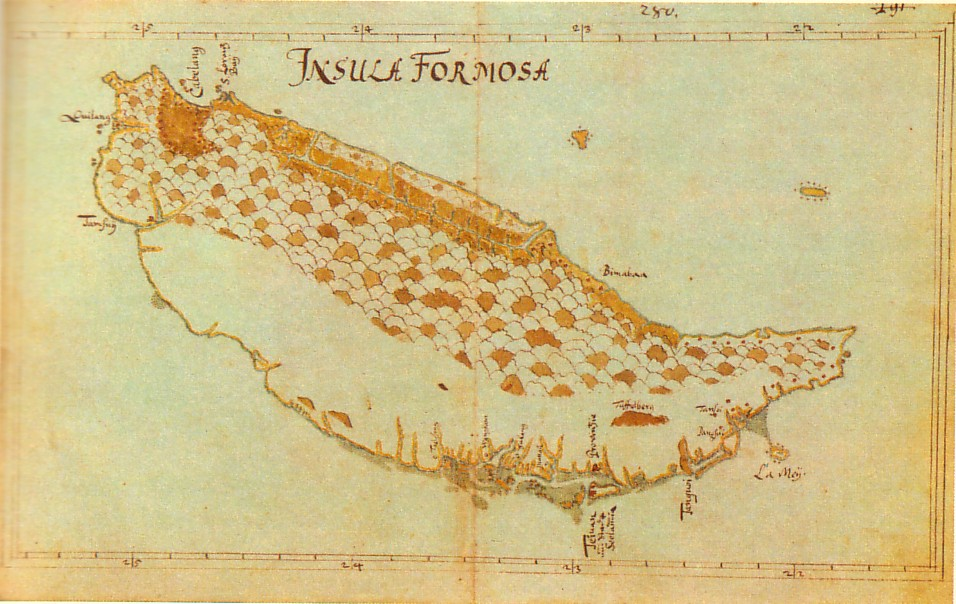
荷蘭東印度公司探險家卡斯巴·司馬爾卡頓（Caspar Schmalkalden）所繪製的台灣地圖。

荷蘭時期，荷蘭人記載瑯嶠酋邦，他們原有十八個社，後來失去兩個，為十六社，全由一個「君主」（荷蘭語：vorst，地位次於國王）統治，荷蘭人會將其統治者稱為「瑯嶠君主」，居所被稱之為瑯嶠社（荷蘭語：Lonc-kjauw ，或 Dalaswack/Tolasuacq ，今滿州鄉里德村）。對於瑯嶠地區的原住民，荷蘭人儘管覺得他們的居所又小又難看，但認為他們是福爾摩沙島上所看到最文明的人。他們穿著得體，婦女穿裙子，長及腳踝，女人甚至遮著胸乳，妓女和姦淫被他們視為非常可恥的事情，且每一個人只能娶一個妻子。
瑯嶠人首領「瑯嶠君主」對屬下也比較有權威，有很多侍從服伺，這些侍從一直陪在他周圍。「瑯嶠君主」可以從屬民收取食物或供品，包含耕種和狩獵的所得，如同稅收一般。此外「瑯嶠君主」可以指派各社的統治者，也可以任意處置子民的生殺大權。若君主去世，領導權就由長子繼承，同樣受到族人尊重。學界一般認為瑯嶠人勢力為當時台灣南島語族中，最具中央集權特質的政治形態。
在當時瑯嶠十六社與北方的馬卡道族之一的放索社（Pangsoya）敵對，也與東北方的卑南部族敵對。大員（今臺南）的荷蘭人為了尋找黃金，打算打通往卑南地區道路，他們企圖與瑯嶠十六社友好，於是在1636年瑯嶠君主的一個兄弟Lamlock受荷蘭人之邀友好訪問大員。1636年底瑯嶠君主統治的村社從十六社回復到十七社，且瑯嶠君主Tartar親自訪問大員並與荷蘭人簽訂友好條約。1637年瑯嶠十七社「君主」為了打擊世仇的卑南覓部族，願發兵960人邀請荷蘭人一同組成聯軍，荷蘭人意圖打通往卑南地區道路，雙方於隔年向太麻里社進軍，擊破太麻里社的部隊並焚燒房屋後，繼續往卑南覓進軍，卑南覓人隨即向荷蘭人示好。透過與荷蘭交好，瑯嶠的勢力大大擴張，甚至連內獅頭社（Barboras）、大龜文都一度臣服瑯嶠君主的勢力，其勢力至今日楓港、枋山。

### 瑯嶠條約
1642年荷蘭人與原本的盟友瑯嶠人間產生間隙，因荷蘭人準備攻擊同為石生起源說的卑南其他部族，瑯嶠君主Tartar不願對借道攻擊的荷蘭軍隊提供補給，此外瑯嶠人還攻擊受荷蘭人保護的漢人，加上一些番社也向荷蘭人抱怨Tartar的獨裁。同年年底荷蘭人出兵與瑯嶠交戰，瑯嶠酋邦與知本社結盟一同對抗荷蘭人和其同盟番社，瑯嶠酋邦甚至提供一把步槍和火藥等新式武器給知本社抗荷。但在戰力裝備懸殊下，瑯嶠酋邦戰敗，共有五個番社被燒毀，瑯嶠君主遁走斯卡羅（Skaro，即知本）。荷軍聽聞知本社收容瑯嶠君主本人與其隨從，隨與其盟友卑南覓人出兵降伏了知本社，戰後知本社被遷往知本溪一帶的平地。這場戰事嚴重打擊了瑯嶠諸社，作為處罰，所有瑯嶠人每戶每年得繳交5張鹿皮給荷蘭東印度公司。
1643年瑯嶠君主Tartar返回自己的根據地瑯嶠社，荷蘭人如同對待小琉球原住民那樣，抓了許多瑯嶠人送往巴達維亞為奴，一些瑯嶠族人逃至北方建立加祿堂社（Caratonan，今日枋山鄉加祿村），由於瑯嶠君主Tartar的兄弟Caylouangh向荷蘭人臣服，荷蘭人便立他為加祿堂社首領。為了分裂瑯嶠諸族的抵抗力，荷蘭人讓Caylouangh出席地方會議擔任重要職位。1645年Tartar被迫親自前往大員向荷蘭人臣服，簽訂瑯嶠條約，成為半獨立實體。原先「瑯嶠君主」對各社指派統治者的權力和生殺大權盡失，其中各社的長老改由東印度公司任命，Tartar自身也僅剩5個社的統治權。戰後東印度公司有權向瑯嶠地區收取贌金，如1646年需繳納贌金280里爾。
1647年，荷蘭人征討力里社（Tourikidick），瑯嶠諸社接受荷蘭人號召，加入這場戰爭。1650年原「瑯嶠君主」Tartar和其子兼繼承人Pare被人謀殺後，瑯嶠社分裂出龍鑾社（Lindingh）。Tartar的小兒子甲必丹（Cappitam）繼承了瑯嶠君主的地位，斯卡羅貴族仍有相當大的影響力，如內獅頭社（Barboras）的統治者還是「瑯嶠君主」Tartar的妹妹和妹夫。隨著荷蘭人先後在力里社和林邊溪山區一帶與原住民作戰，越來越依靠瑯嶠的勢力協助，使瑯嶠諸社逐漸回復力量，儘管臣服於荷蘭人，1658年荷蘭人卻提到了瑯嶠諸社反抗心越加嚴重。

## 瑯嶠十八社

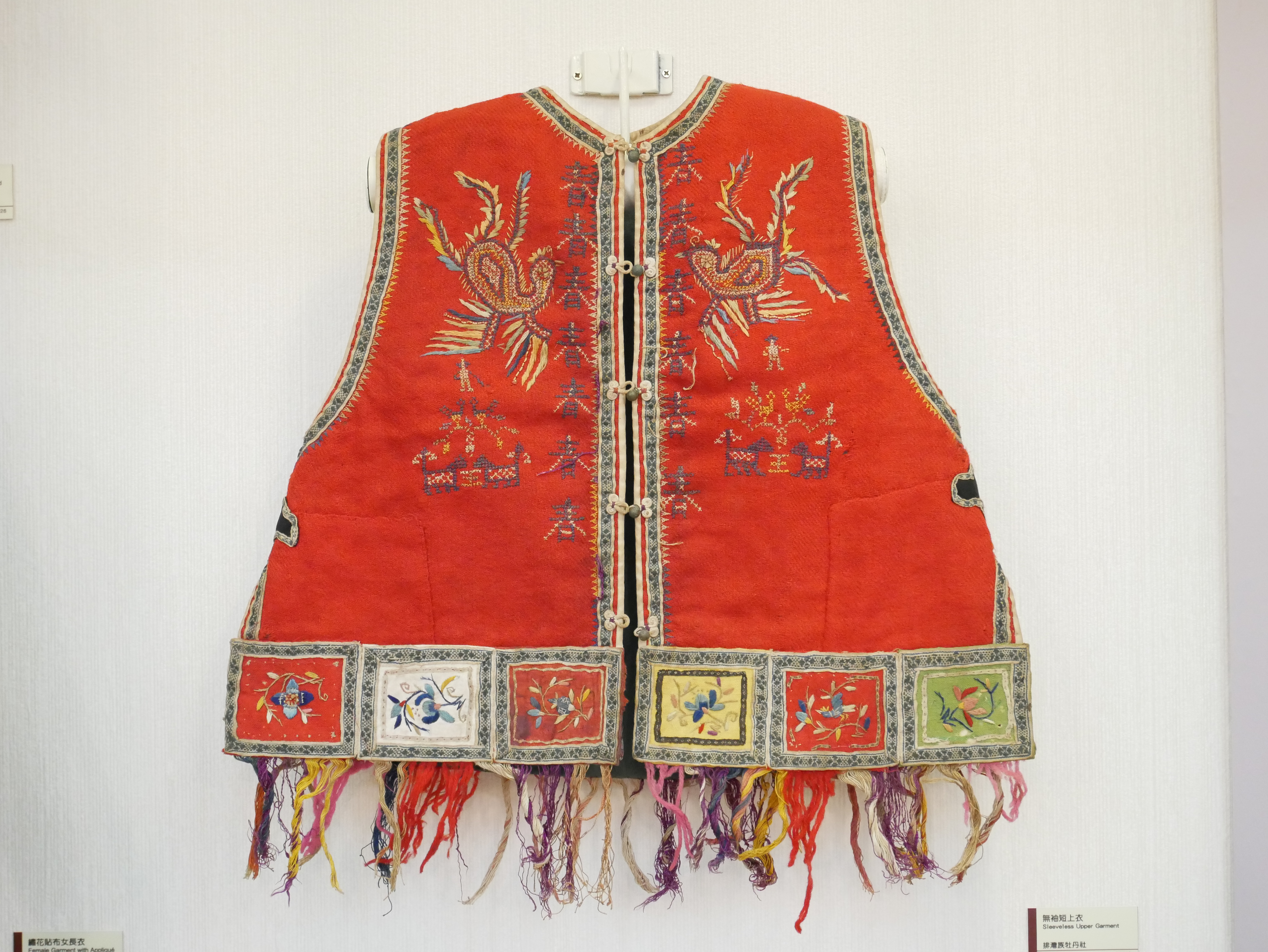
瑯嶠十八社中的牡丹社（今屏東縣牡丹鄉牡丹村）無袖短上衣（國立臺灣大學人類學博物館藏）

當鄭成功征台時，明鄭的部隊南下進軍，傳說瑯嶠勢力能動員茄藤社（Cattia，今屏東縣南州鄉）以南的人群，重創鄭軍阻擋其勢力南下，這場與瑯嶠諸社發生戰鬥，使明鄭軍陣亡700餘人。隨著明鄭軍事力量投入與瑯嶠諸社的戰鬥並降服之，鄭氏派兵在龜壁灣（即瑯嶠灣）駐守，並命林姓統領率兵於附近的平地屯田，命名為統領埔（今之車城鄉統埔村）。原本荷蘭時期瑯嶠地區就有一些漢人乘船在瑯嶠灣與原住民交易，並在今日車城福安宮一帶建立房舍，隨著漢人勢力進入，更擴大車城的聚落。這段期間瑯嶠地區也被視為罪犯流放之所，加速漢人遷入。明鄭政府也延續瑯嶠荷蘭時期一樣，由明鄭政府發贌公開競標，由贌商先向政府繳納贌金，來獲得瑯嶠諸社貿易的專賣權，一切漢人對番社的日常貿易都須通過贌商。
清廷把台灣納入版圖後，贌社制度也延續下來，延續荷蘭時期的作法把斯卡羅族酋邦和一部分傀儡番等社群歸在一起收贌。後來清廷轉為定額發贌，瑯嶠地區的贌金也相比明鄭時下降30%。因為清廷官方對瑯嶠地區不甚了解，以一個籠統的瑯嶠社為名義發贌，是為稅賦單位，或稱之為瑯嶠十八社。依據黃叔璥《使臺錄.番俗六考》，這時瑯嶠十八社中，包含謝必益社、豬朥束、小麻利、施那格、裏踏、寶力、牡丹社、蒙率、拔蟯、龍鑾社、仔社、上懐、下懐、龜仔律、竹社、猴洞、大龜文、柯律。其中大龜文和柯律後來都被歸類於傀儡番，而斯卡羅族酋邦僅占十六社。
清領初期，從舊時明鄭在瑯嶠所開墾土地繼續往南開墾延伸。漢人和原住民之間的交易越漸興盛，其中因而發展出謝必益、龜壁港、大繡房、魚房港等交易港口。瑯嶠諸社所需的珠米、烏青布、鐵鐺等，都與漢人交易中用鹿脯、鹿筋、鹿皮、「卓戈紋」布料等換來。文獻也提到有漢人與番女通婚的情形。黃叔璥也提到：「瑯嶠一社，喜與漢人為婚，以青布四匹、小鐵鐺一口、米珠筋許為聘」。這裡的瑯嶠社指的是車城瑯嶠灣周遭的原住民。

### 漢番分界

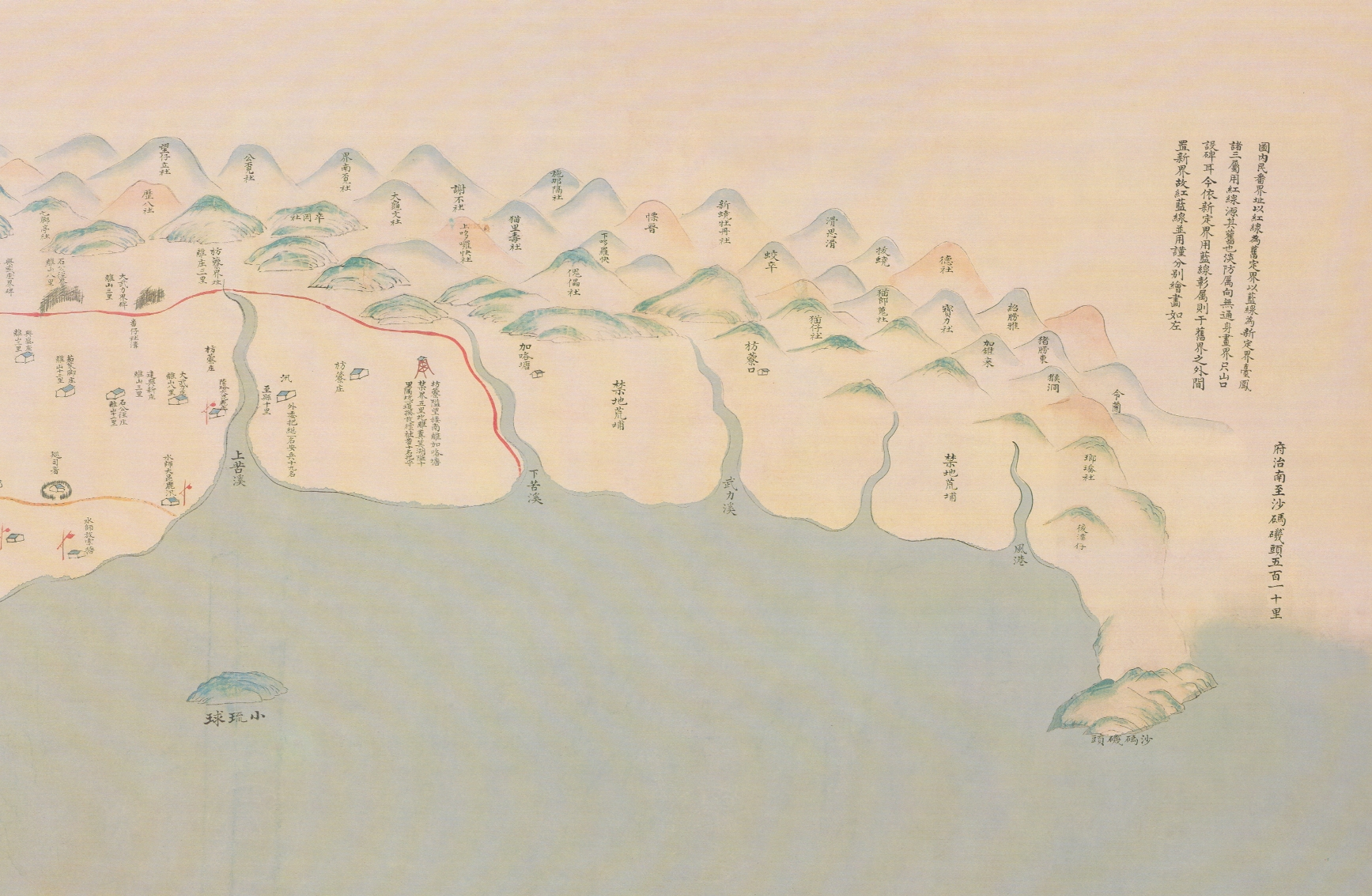
《民番界址圖》局部，約1760年（乾隆年間）。紅線為土牛界線，其中枋寮以南都在界外，並在山頭上標示瑯嶠十八社諸社。

朱一貴事件爆發後，清廷派兵征討叛軍，叛軍領導人陳福壽、劉國基、薛菊生在兵敗乘坐小船逃至琅嶠地區，隨後清朝千總陳章率兵進入琅嶠追捕。事件後因為琅嶠地區地處偏遠、治理困難，加上有流言當初朱一貴起事前曾在瑯嶠和後山一帶雌伏，儘管一些官員如藍鼎元等建議清廷加強瑯嶠一帶的駐軍和管理，但鳳山縣知縣宋永清則主張放棄琅嶠地區。1722年福建巡撫楊景素下令豎石為界，放棄對瑯嶠地區統治和駐軍，從加祿堂（今屏東枋山鄉加祿村）以南盡為番地，嚴禁漢人移民進入瑯嶠番境。使漢人的移墾多所荒廢，僅剩數百人漢人於該區耕種，也使漢人進入恆春半島的發展相對遲滯。
漢番分界對雙方的影響都很大，商人因無法交易而繳不出社餉，被迫由地方官員代墊，而瑯嶠諸社也喪失日常品的貿易管道。1725年，在琅嶠諸社通事和地方官員等配合下，斯卡羅酋邦以生番歸化的方式，重新向清廷繳納社餉，以此重新開啟貿易管道。是為琅嶠歸化生番十八社：琅嶠社、仔社、紹厘社、豬朥束社、令蘭社、上哆囉快社、下哆囉快社、蚊率社、猴洞社、龜朥律社、猫籠逸社、里毒社、滑思滑社、加錐來社、施那隔社、新蟯牡丹社、德社、慄留社。然而，所謂的歸化僅是「民番互市」和「輸餉」而已，清廷並不能治理瑯嶠諸社。
根據今日恆春地區原住民口傳歷史，原先斯卡羅從知本南遷時就有兩支姐弟家族，姐姐的後代La-garuligul家族統治豬朥束社，是大股頭目。而口傳歷史中的弟弟Mavariu家族統治射麻里社，部族中地位僅次於姐姐家族，是二股頭目。統治猫仔社的是三股頭目。口傳歷史中Mavariu家族曾試圖奪聯盟統治權，與La-garuligul家族多次發生戰爭，最終都失敗。然而，清康熙期間的番俗六考提到當時的瑯嶠十八社都由小麻利（射麻里社）頭目所約束，暗示Mavariu家族曾一度奪取酋邦統治權。1725年，琅嶠諸社歸化清廷時，領銜的是麻仔社和射麻里社等十九社，顯示這段時期斯卡羅酋邦的統治權可能不甚穩定。

### 漢人越界開墾
儘管1729年清廷嚴令，漢人越土牛紅線界者嚴懲，但還是有許多閩南人和客家人越界進入瑯嶠地區，有些人往來各部落間與原住民交易，稱之為「番割」。有些人則是開墾土地，他們向番人租賃土地，開墾荒埔。瑯嶠原屬生番狩獵之地，漢人移住此開拓，首先不得不試著求得番社的許諾，來防備兇番。因此，漢人每年需向業主收取一定的租穀，或者是牛、豬等其他物品，作為狩獵開墾地的補償或兇番防範的報酬，付給各關係番社頭目。車城一帶漢人聚落可追至明鄭時期，是透過武力奪取的土地，是瑯嶠地區不向瑯嶠十八社繳納番租的漢人聚落，因此車城的漢人與瑯嶠十八社不甚友好，該聚落為防止原住民襲擊騷擾，就在聚落外圍建造「木製柵欄環城」以作防衛，故稱「柴城」。
隨著越界的漢人越來越多，一些在山麓的番社逐漸退入山區。在黃叔璥的紀錄中，寶力社（保力）被列入瑯嶠十八社名單之中，後來該地屬於十八社中竹社所在，但在乾隆初年，粵籍客家人和猫仔社一同開墾了這塊土地，在此建立客家人的保力庄，竹社退入山區。隨著閩人逐漸移入，網紗、虎頭山腳一帶原先是猫仔社人社址和開墾的田園所在，經過協商下，在乾隆年間閩人把已墾的土地和未墾的土地都買下，每年以百分之一的收成當作番租交付，而猫仔社退入山區。
另外由於《渡臺禁令》，越界漢人多是單身漢，儘管清廷下令禁止漢番通婚，但因為官府效力僅在界內，越界漢人不再控制之內，他們大量與原住民女子結婚，甚或入贅，其混血後代被稱為「土生仔」。而清朝水師戰船木料多從島內界外山區獲得，其中瑯嶠山區是供應南臺灣木料的重要產地，因此清廷特許漢人「軍工匠」可跨界至瑯嶠番界砍伐，古稱柴城的車城便成為界外的軍工匠居住地。軍工匠於是透過漢番混血「土生仔」幫助和嚮導下，可深入山區採伐木料。
1787年林爽文事件爆發，清將福康安率兵平亂，民變領袖莊大田被官兵追殺至琅嶠山內，而瑯嶠十八社俱受福康安預飭，協助堵截。莊大田率叛軍試圖穿越瑯嶠十八社中的蚊率社社域逃往後山，遭到番人痛擊被迫撤退，最終莊大田被福康安所擒獲。清廷中央官員進軍瑯嶠地區，暴露了漢人長期越界開墾的現狀，福康安觀察到當時漢人越過土牛紅線來到瑯嶠車城一帶開墾，與瑯嶠十八社日久相安，並無重大事故，可見當時漢番關係尚屬平穩，但隨著漢人逐漸增加，使原住民與漢人衝突開始日漸擴大。

## 漢番合作與衝突
台灣在朱一貴事件後閩客分類而居的形式，也影響到瑯嶠的越界漢人移民，如車城逐漸成為一座閩籍聚落一般，粵籍客家人也在保力庄、統埔庄建立自己的聚落，18世紀中到19世紀末台灣閩粵械鬥同樣也擴散到界外的瑯嶠，同時界內和界外互有聯絡，如瑯嶠保力客家人與六堆客庄有所聯繫。但不同於台灣西部其他地方，瑯嶠閩粵分立情形較晚，至少在1800年時還不是閩、粵截然二分的情況。
相對台灣界內閩粵衝突，漢人雖然內部閩粵不和，但對上原住民會一致對外，但瑯嶠地區粵籍客家人則是與瑯嶠十八社保持密切合作關係，來對抗閩人。瑯嶠十八社人也經常透過保力客家人作為對外窗口，如1837年清廷官員林樹海和1867年美國官員李仙得南下瑯嶠地區，他們與瑯嶠諸社的接觸往往都是從保力開始。一來保力客家人可以向瑯嶠諸社提供農耕技術，與原住民換取山產。客家人甚至可以進入瑯嶠諸社貿易、居住。二來瑯嶠諸社有關槍枝、子彈、短劍、弓矢都是從保力客庄購入，而保力客家人很擅長製備這些兵器和火器，遂成為他們的武器供應中心。由於南台灣的客庄擁有許多火炮，1837年瑯嶠原住民用火炮炮擊閩人城市車城，其大炮很可能就是保力客庄供應。
番粵良好友善的關係不僅在貿易上，客家人還與瑯嶠十八社相互同盟。閩粵械鬥時只要保力客庄遇到危急之時，只要派人到保力山頂鳴槍，鄰近的十八社之一竹社頭目便會立即率領勇士馳援。而十八社番若襲擊閩人聚落後，會退至保力、統埔等客庄，若閩人追擊而至，客人會出面對抗，使漢番衝突衍變為閩粵衝突。甚至，這兩者這還是個攻守同盟，1855年瑯嶠十八社總頭目卓杞篤聯合客庄共出動百餘人，攻破土生仔的村落，奪取他們的田產並轉送給客家人。因此每逢過節之時，保力客庄都會主動宴請瑯嶠諸社，並贈送日用品，這舊俗沿至現代才停止。
也因此瑯嶠諸社和客家人經常締結婚姻，粵人會娶斯卡羅人的女子為妻或妾，或漢人男子會入贅過去，而漢人女子較少嫁入原住民家庭中。排灣族的不分性別的長嗣繼承（Vusam），容易長女與漢人通婚後喪失家族傳承，相比斯卡羅人則是父系的長子繼承，若無子的話他們會收養男子作為自己的孩子延續血脈，如後來的總頭目潘文杰即是卓杞篤收養的客家林姓之子。而透過入贅和婚嫁的交流，一些入山的粵人會在外表裝扮上番化以示親近。同樣地，原住民也逐漸受到漢化的影響，史溫侯在1864年來到瑯嶠地區時發現一些番人會模仿漢人剃髮留辯，並穿漢人服裝。這使得在瑯嶠地區近山一帶很難從服裝上來區別漢番族群，唯一一項區別就是番民不論男女都會穿耳洞戴大耳環，漢人或混血的「土生仔」則不會，這成為族群性標誌。
瑯嶠十八社人與漢人質易接觸的結果，雖然減少了戰爭和獵頭的習俗、但是原本的工藝技術如編織與製造鐵器，逐漸地失落。而釀烈酒技術的引入，更是造成番人無節制的酗酒。甚至很多番社小孩從小就開始喝酒，影響到後來的發育和健康，而壽命減少。

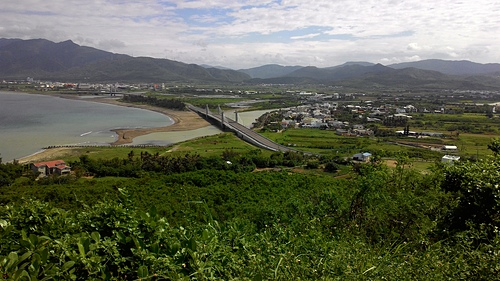
今日從龜山上鳥瞰瑯嶠灣，橋右邊的聚落即為射寮（社寮）。社寮曾為土生仔的主要聚落，同時也是瑯嶠重要港口。

### 「土生仔」和瑯嶠大械鬥
瑯嶠地區除了閩籍、粵籍和瑯嶠十八社以外，還有一股勢力「土生仔」。作為漢番混血後代「土生仔」，他們的習性介在番人與漢人墾民之間，風俗習慣上偏向漢人，他們宣稱自己是漢人的後代，祖先因為流落於此而娶原住民婦女。
到了1830年代「土生仔」已占據恆春半島西南部分並形成二十一個村落聯合，有千餘人，其中社寮是他們的領導聚落。他們雖是閩人與番婦所生的後代，與閩籍聚落保持友好關係，但與瑯嶠十八社人敵對。林樹梅的《瑯嶠圖記》提到，當時的「土生仔」逐漸蠶食十八社之中的猴洞社和龍鑾社的土地，也蠶食南下恆春半島的平埔族土地，使得「土生仔」的力量越來越強大。「土生仔」除了社寮外，另一個重要聚落是大樹房，大樹房與社寮同樣也是重要貿易港口，他們與十八社的龍鑾社關係較密切。羅發號事件中，必麒麟曾進入大樹房聚落中，與住在那里的龍鑾社番討價還價來贖回船長夫人的遺骨。
「土生仔」二十一聯庄擁有不弱的力量，他們善用火槍，也鍛造精良的刀具，只要出門都會攜帶火槍來防身。事實上，瑯嶠地區因屬於界外，治安不佳，各族群只要出門都會攜帶兵器自保，各大聚落也都有火砲，如閩人的車城擁有九座火炮、土生仔的社寮有十五座火炮、粵人的保力庄都擁有不少火炮。但不論漢番都默契不會對女性下手。
當時瑯嶠地區形成兩大陣營，瑯嶠十八社人與粵人結盟，對抗閩人與「土生仔」。原先粵人在水源地置五座火炮築寨據守，因灌溉欲切斷四重溪水源，引得下游車城閩人不滿，頻頻械鬥。1836年冬季，「土生仔」有人偷了猴洞社的牛隻，被猴洞社番人追殺而死。這引起「土生仔」大規模報復，聚眾攻進猴洞社殺人，再攻進斯卡羅人的龍鑾社肆掠，逼得殘餘的龍鑾社人和猴洞社人逃到射麻里社和蚊率社中間之地去。這結果導致衝突進一步擴大，因先前「土生仔」跑到統領埔收番藷與粵人發生衝突，兩者早已結怨很久，當瑯嶠十八社聚眾準備報復時，粵人便與他們聯合殺進「土生仔」的社寮，放火燒了社寮的房屋。這場瑯嶠地區大械鬥最終導致鳳山縣知縣曹謹介入，他派遣幕僚林樹梅為代表前去調停，當林樹梅來到車城時，瑯嶠社番還在炮擊車城，得知有清廷官員來到後他們立即撤退，最終在林樹梅的協調下粵人、瑯嶠十八社停火，閩粵劃界議和，結束這場涉及四大瑯嶠群體的大械鬥。儘管瑯嶠十八社仍會向恆春半島西南一帶的土生仔和平埔族聚落收取番租，但實質已喪失對該區域的控制。

### 平埔、阿美南遷
1830年代高屏平原一帶閩粵械鬥頻繁，如1832年的粵人李受聚眾肆虐多個閩人村落，導致當時無數閩人難民流離四所。而當時與閩人雜居的平埔族馬卡道族可能也遭受池魚之災，鳳山八社中的放索、加藤及上、下淡水諸社其一部分自屏東平原南下至瑯嶠地區，尤其是放索和茄藤兩社。這些馬卡道族他們一部份進入恆春半島西南的土生仔和漢人的村落混居，一些來到猴洞山一帶，與斯卡羅酋邦中龍鑾社訂立和約，贈與水牛來換得地居住，得以從事墾殖，形成馬卡道族的猴洞社，歸斯卡羅人二股頭射麻里社管轄。英國喬治·泰勒（George Taylor）在1880年代旅居恆春半島，他注意到半島南端的平埔番的人數很少，也提到他們以前是從北方移居下來。馬卡道族儘管來到猴洞，但是由於缺乏水利之便，部份族人轉而遷到赤牛嶺山腳或射麻里社，在二股頭人的允許下，住進射麻里社與其他社番混居，並沒有形成獨立的番社。除此之外，還有一部分的族人則北進到四重溪和漢人混居於四重溪庄，不過這里的馬卡道人在1892年时，由於大洪水田園流失，大部分移往台東地方。
乾隆末年至嘉慶年間，原居於花東的阿美族南下遷移瑯嶠，第一次南下遭到逐回，但第二次南下時卓杞篤之父是斯卡羅族豬朥束社總頭目，在他同意下阿美族以較重的租賃與勞役來交換土地使用權。阿美族人於港口溪流域建立了幾處主要的部落，分別為八姑甪阿眉社（又有譯寫為巴龜兒、吧龜甪等）、八瑤阿眉社、老佛阿眉社、萬里得阿眉社、射麻里阿眉大社等部落。除阿眉大社和八姑甪社是獨立番社外，其他的阿眉社都是在當地原住民番社旁佔一小塊建立阿眉社。在阿美族番社中，其中人口最多的為八姑甪社，它共有三個小社組成，分別為八姑甪社、溪南、溪北阿眉社。
阿美人在酋邦中依附斯卡羅人，一些住在射麻里的阿美族，則散居於斯卡羅人的家中從事勞役，無法擁有任何權力，社會地位相比更低於客家人。因羅發號事件中來到瑯嶠的蘇格蘭人詹姆士·霍恩（James Horn）認為，總頭目卓杞篤底下有1500名阿美族奴隸可供他使喚。根據日治學者伊能嘉矩的觀察，斯卡羅人與阿美族之間，幾乎可判斷有主從關係，阿美族唯斯卡羅人之命是從，不敢稍露反抗之色。因為阿美人原本向斯卡羅人借地，在此居住且耕作，且當時斯卡羅人權勢較為優勢，因而經常凌駕阿美族。隨著漢人日漸繁多，壓縮到阿美族的生活空間，陸續有阿美人逐漸往北的台東遷移，八姑甪阿眉社、老佛、八瑤等各社的阿美人於1925年離開恆春，由花東縱谷一路北上遷徙去了。

## 外部勢力衝擊

### 羅發號事件

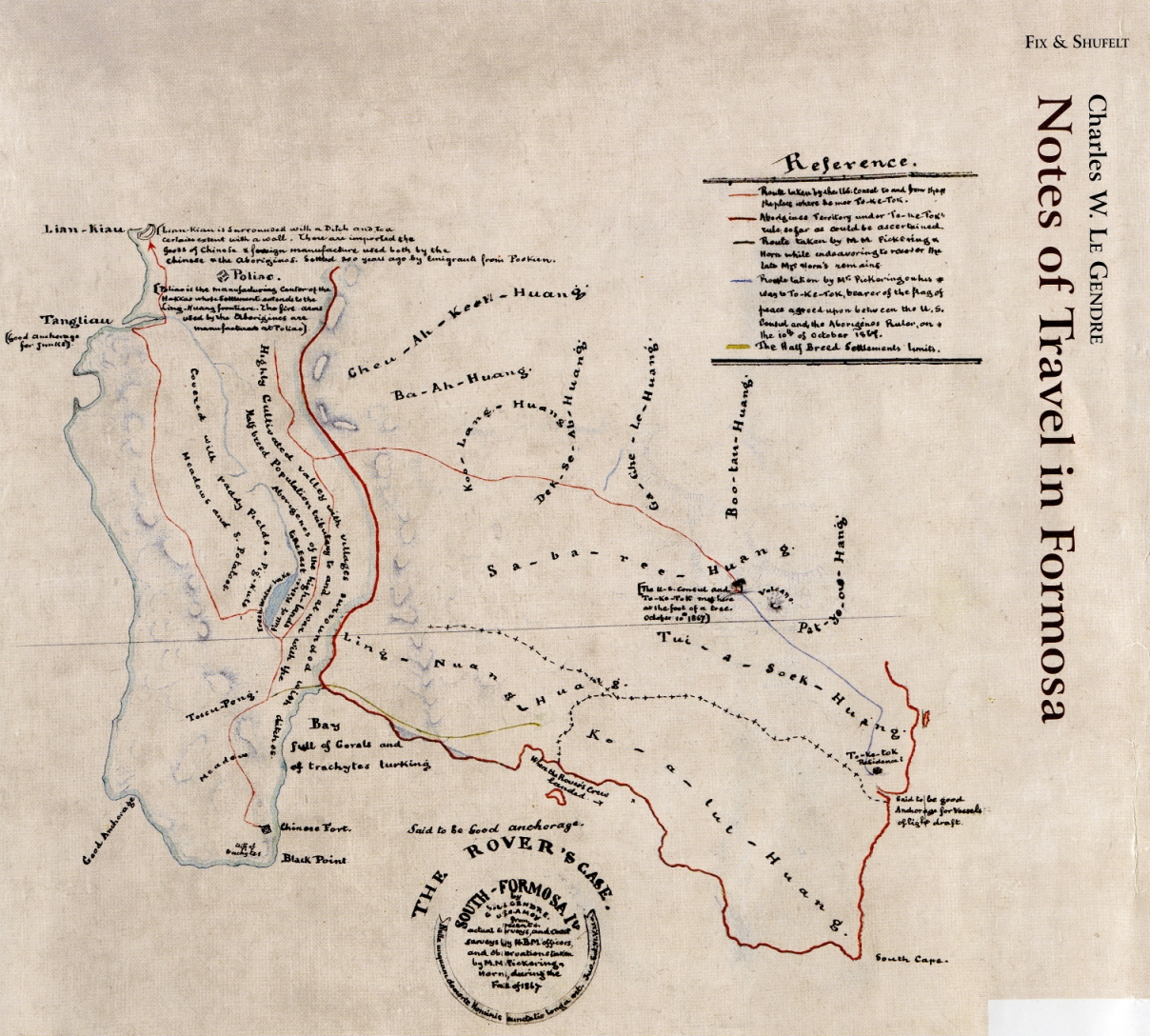
李仙得在1869年所繪之地圖，深紅線以東是瑯嶠十八社之疆域。並註明羅妹號船員上岸地點，約在今墾丁一帶。

隨著工業革命之後商業興盛，台灣南部航道商船來往逐漸熱絡，使一些外國人因船難而漂流至瑯嶠地區，衝擊著台灣恒春半島原住民社會。但當時的南台灣的風氣上，居民認為船難的漂流之物是天上掉下來的禮物，經常有居民先爭搶沈船的貨物，而不去救助船難者。在界外的瑯嶠情形更為惡化，汪金明的《恒春縣志稿本》提到，當時「土生仔」的前山一帶若有船難者上岸，社寮頭人之一的張光清就會帶人謀財害命。若是船難者在瑯嶠十八社的後山上岸，則會被社番殺人越貨。只有在車城上岸才性命無虞，不過還是會被打劫。
1867年美國商船「羅發號」（Rover）在恒春半島沿岸遭到颱風襲擊觸礁，數十名船員倖存上岸卻遭到瑯嶠十八社中龜仔甪社社人殺害，爆發羅發號事件。美國駐廈門領事李仙得向清廷抗議，要求懲罰兇手，不過台灣道道尹吳大廷卻表示事發之處為生番之處，界外之地，懲戒困難。美方因此決議自行處置，於同年6月發動軍事行動，即美國福爾摩沙遠征。然而美軍因不諳地理且屢遭瑯嶠十八社伏擊而身心疲憊，美軍少校麥肯齊戰死，登陸的美軍被迫撤退。但美軍的來襲也讓原住民感受到震撼，熟悉台灣的英國商人必麒麟在當地記錄到，美軍火炮的開花彈使不少原住民戰士受傷，且當地部落傳言，當洋人撤退後曾下巫術詛咒，導致部落之後噩運連連。

### 南岬之盟
李仙得再度向清政府施壓，迫使清廷在外交壓力下責令臺灣鎮總兵劉明燈率兵500人進軍瑯嶠，協助李仙得來懲戒原住民。瑯嶠十八社聞清軍兵至車城之後，也集結勇士準備對抗。清軍原先態度消極，後聞瑯嶠十八社集結戰士準備對抗後，開始認真制定進軍計畫。當地閩粵漢人和「土生仔」擔心清軍軍紀敗壞會擾亂鄉里，又擔心清軍征討不順終撤離之後，原住民會回頭找當地漢人報復，最後漢人領袖們願為卓杞篤作擔保，承諾日後若有其他船難事件皆可找他們負責，並希望必麒麟出面作為中間人，力勸雙方息事罷兵。
美方代表李仙得同意採取必麒麟的提議，轉用外交手段解決事端。在必麒麟和漢人領袖協助下，李先得與十八社頭目卓杞篤進行會談，最終雙方達成共識，先在1867年10月10日於出火以立盟方式口頭協議，後又1869年2月28日以書面方式簽下諒解備忘錄，俗稱「南岬之盟」。所達成的內容為：卓杞篤所轄之瑯嶠十八社承諾，只要往後漂流到海岸的歐美人舉出紅旗，就不再出草獵首。起初「南岬之盟」是卓杞篤自己和李仙得作為雙方協議的保證，可說是一種個人式的外交關係，並不受到十八社領域所有部落的認可。但卓杞篤遂運用部落內部傳統的儀式，達成一種在十八社內部追認自己與李仙得所簽訂「南岬之盟」效力的效果，藉此得以維繫自己的權威，並進而重新鞏固「十八社」的架構。因斯卡羅酋邦逐漸對北部四重溪中上游的牡丹社群失去控制力和影響力，卓杞篤希望透過與洋人互動來增強自身威望，藉此能將勢力重新延伸到牡丹社群。

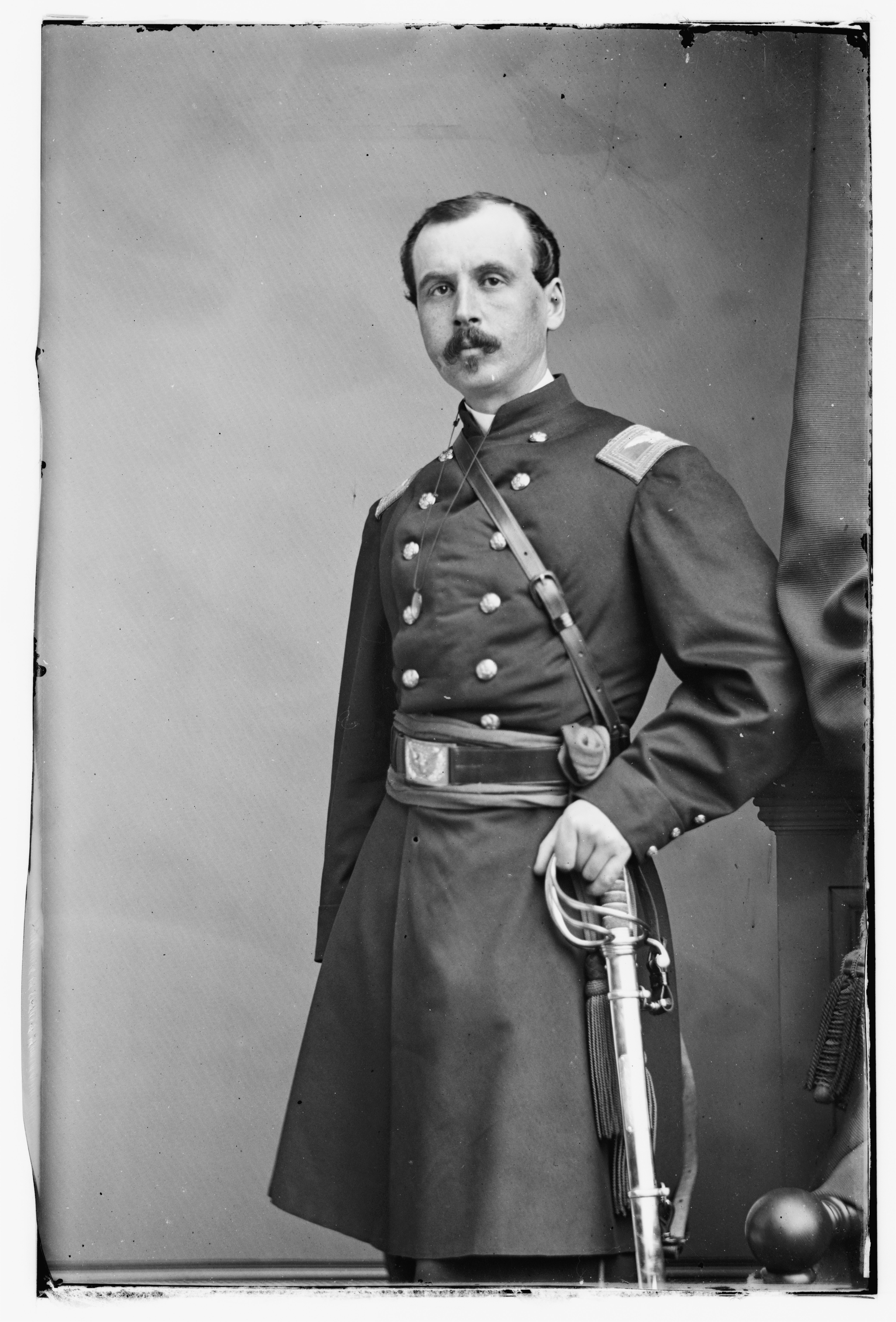
李仙得為美國外交官，因羅發號事件而來到台灣，與十八社頭目卓杞篤簽定「南岬之盟」。他在牡丹社事件中鼓吹台灣「番地無主論」，並策劃日軍入侵恆春半島。

另一方面，李仙得企圖讓一個實質的文明國家來管理原住民，他要求清廷在貓鼻頭附近的大樹房駐兵並設立砲台，用意是威嚇瑯嶠十八社遵守協定，但地方官員認為此舉利益不高，且會刺激原住民，虛應其要求。經過多次斡旋，終在1872年雙方達成協議，清廷停設砲台改設燈塔。但清廷繼續拖延燈塔的建造，直到牡丹社事件過後，1875年起多國要求需在當地建造一座燈塔，故清國受到外交的壓力下，將燈塔委由英國人設計建造並駐守，且為獨特有武裝防衛的鵝鑾鼻燈塔。最終南岬之盟卓杞篤並沒有放棄對海難者的索財勒贖，也沒有規範來保障「非白種人」的海難者安全，儘管中國官員劉明燈試圖想擴大保障範圍到「黃種人」，但因雙方缺乏互相而不歡而散，李仙得也對此漠不關心。如同必麒麟所預測的，這事遲早吃虧的是瑯嶠十八社原住民。

### 八瑤灣事件
1871年一艘琉球船隻因颱風漂流至臺灣恆春半島東南部八瑤灣，其中有66名琉球人船難者上岸。他們進入排灣族高士佛社的領地，高士佛社人收留並接待了這群琉球船難者，但剝奪他們身上的財物和衣物並且要求他們不可外出，這讓琉球人驚嚇萬分。琉球人害怕排灣族人對他們不利，決定逃跑，隨後遭到高士佛社人、牡丹社人追殺，共有54人被處決，僅有12名琉球人倖存，被稱為八瑤灣事件。事件發生時，卓杞篤曾反對將琉球人處死，但還來不及阻止，悲劇就已發生。不久，李仙得正好要來台灣與卓杞篤會面，1872年3月雙方在豬朥束社會面並再度重申南岬之盟內容。卓杞篤向李仙得抱怨他沒有收到救助海難者的補償金，這導致牡丹社等不太願意幫助他遵守協定，也提到龜仔甪社也反對那些外邦人進入原住民的領地。可以看到卓杞篤的權威明顯下降，他堅持救助船難者，卻無法給予相關的頭目和社民報償，一般認為這個情況減損了他的權威。
李仙得曾記述卓杞篤在一次酒後情緒激動說道：「我為我自己及豬朥束社的人負責，但對其他人我經常無能為力」。同時，斯卡羅頭人內部也不是很團結，卓杞篤和二股射麻里頭人伊厝（Yeesuk）關係就不是很和睦。在李仙得的觀察中，卓杞篤對牡丹社的影響力不足，在1870年繪製給美國政府的地圖〈臺灣與澎湖地圖〉（Formosa Island and The Pescadores）中，李仙得並沒有把牡丹社劃在卓杞篤控制的十八社中（Confederation of Eighteen Tribes under the Chief），而是另外獨立標出。而日本的《風港營所雜記》指出：「高士佛社與牡丹社奉豬朥束社大頭目卓杞篤為共主，但各社每年僅一兩次獻上鹿、豬肉等物，平日並不來往」，由此顯示，十八社關係隨著勢力消長出現微妙變化，總頭目之於牡丹社已無太大的實質影響力，牡丹社最終完全脫離這個因權宜所組成的鬆散邦聯。
李仙得與卓杞篤雙方默契上沒有提到琉球人的事，但李仙得的翻譯棉仔（Mia）是社寮土生仔頭人之子，他與卓杞篤有私交且受信任，他向李仙得表示說當初若有一個代表，他有足夠的金錢和授權，那些琉球人就不會被殺，而是安全地被贖回來。而一些十八社番人認為，如果他們是白人的話也不會被殺。同年卓杞篤死後瑯嶠十八社進一步弱化。後來的鵝鑾鼻燈塔南岬燈塔駐守員喬治．泰勒（George Taylor）提到：「..卓杞篤死後，聯盟瀕臨瓦解，形成數個較小的社。其中，牡丹社為最狂暴的部族，蔑視所有的法律」。

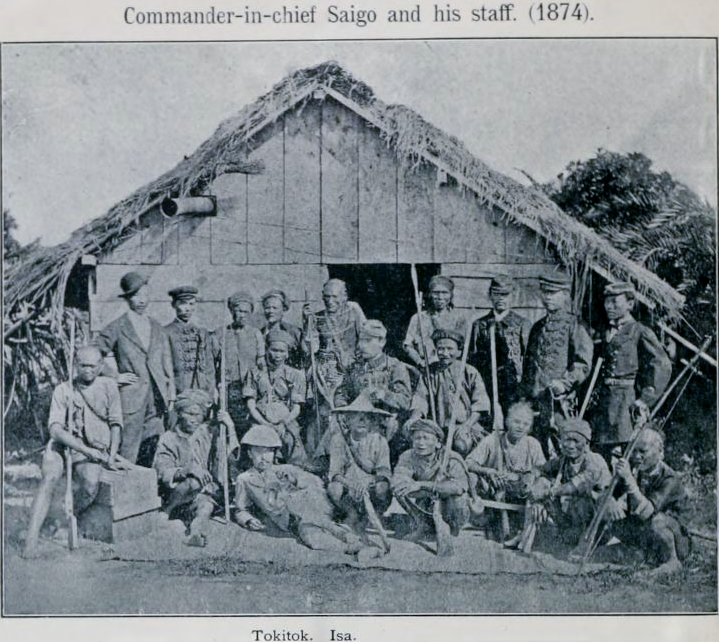
石門戰役後，日軍指揮官西鄉從道與斯卡羅領袖合影。左坐者為卓杞篤之姪朱雷、中坐者為西鄉、右坐者為二股頭人射麻里社伊厝。

### 牡丹社事件
八瑤灣悲劇讓李仙得認明瑯嶠十八社總頭目無法有效約束旗下各社，清廷在當地毫無實質作用，興建燈塔一事也遙遙無期。在卸任廈門領事後，李仙得因過往與瑯嶠十八社交手的經驗，被日本政府聘為外交顧問，他立場上不再視瑯嶠十八社是政治實體，而是無主權的土地。李仙得擔任日本外交顧問期間，以其對中國邊疆管轄混亂的了解，提出三十餘條建議書，內容從「無主地先佔」的理論基礎、攻打、經營臺灣的戰略，乃至與清廷的總理各國事務衙門之應對，都有詳細規劃。他提供明治政府這些經略台灣之建議，促成牡丹社事件日本進軍的方略。他抓著清廷認為該處為界外之地而無管理權為由，建議日本援用國際法，藉口保護「琉球籓民」向清廷交涉，更建議日本趁機自己在當地動手興建燈塔並派兵保護，進而併吞無主的臺灣生番地。
日本準備對臺灣出兵，並事先派遣樺山資紀、水野遵來台調查。於1874年5月12日，日軍從登陸瑯嶠起，以社寮為根據地，藉由拉攏其餘十八社成員來孤立高士佛社與牡丹社、射不力社。日軍以優勢軍隊攻打牡丹社，爆發牡丹社事件，而瑯嶠十八社中，除了牡丹社群、高士佛、射不力社外，其餘成員則未決定是否參加戰鬥，保持中立在觀望情勢。隨著牡丹社頭目死於石門戰役中，原本採取觀望態度的部落紛紛轉而靠向日本，日軍繼續攻入牡丹社、高士佛社、加芝來社及竹仔社，盡燬屋舍。《風港營所雜記》指出：「豬朥束社大股頭去說降牡丹等社，牡丹等社亦拜託豬朥束社大股頭以及保力庄頭人為中間人，來保力庄歸降。」此時總頭目朱雷之弟的文杰，則在日軍掃平牡丹社後介入調停，協助日軍安撫番社和招順漢人聚落，一時間整個恆春半島都在日軍的掌控下。
而日軍的軍事行動使清廷大為緊張，清廷先後派遣多位官員如沈葆楨等來臺與日軍交涉，另遣提督唐定奎帶領軍隊6,500名前往枋寮，設立行營與堡壘駐防，與日軍對峙。此時日軍因熱病侵襲，病歿650人（陣亡者僅20餘人），又已耗軍費1260餘萬日圓，深感難以持續。加上外交上各國對日本出兵的理由並不認同，國際共識多認為台灣全島皆為清帝國版圖而非部份，並持續要求日本政府撤兵。日本政府在內外壓力下派內務卿大久保利通為全權大臣，赴清廷交涉。僅從清國以十萬兩的「撫卹」與四十萬兩的「購買道路房屋」為條件息事罷兵。「牡丹社事件」牽動數國的命運，卻也從此改變琅嶠十八社的命運。

## 走向解體

### 恆春建縣
當日本撤軍結束對恆春半島七個月的占領後，日軍前腳開始撤軍，清軍隨後跟上進駐內山，清廷首先派遣2000名士兵駐紮在恆春半島各軍事要地，增強對當地影響力，迫使已飽受驚嚇的瑯嶠十八社臣服，清軍並在射麻裡社前建設哨站以及牡丹社要道建立要塞，1875年俄國愛沙尼亞裔軍官艾比斯（Paul Ibis）剛好這時來到瑯嶠地區探險，他進入射麻裡社時需要在清兵哨站登記，認為清政府已經開始著手管轄當地原住民番社。清廷自此不再視土牛界線為行政界限，由沈葆楨開始推行「開山撫番」之政策。且於同年在恆春半島建立恆春縣，瑯嶠下十八社大部被編入恆春縣行政區之中。1875年恆春知縣周有基向瑯嶠下十八社總頭目朱雷購買鵝鑾鼻一帶土地，興建燈塔，有燈塔指引也使觸礁船難逐漸下降。數月後，清廷要求平埔族猴洞社從猴洞山遷出到附近的山腳庄一帶，開始興建恆春城，一些平埔族更往山區遷去。對於恆春各勢力來說，清廷在恆春建城一事展現出強大的國家力量，社寮和保力的商業也隨著恆春城的繁榮而逐漸衰敗下去。
在瑯嶠一帶清廷對「熟番」定義為只要有漢人和番人混居的聚落，即為熟番聚落，這讓混血的土生仔的聚落和平埔族番社都被歸為熟番，並把瑯嶠十八社漢化程度較高的生番稱之為「化番」，介於生番和熟番之間。當時十八社南部客番雜居者多，如射麻里社、蚊蟀社、八姑甪、牡丹社等，恆春建縣後清廷更積極鼓勵漢人移入瑯嶠地區，招募大陸東南廣東沿海一代移民恆春縣城，亦改變了當地人口結構，使漢人數量增長至一萬餘人，反讓原住民淪為少數族群。之後官府成立南路招撫局，有計畫地招募漢人移民恆春，先後1877年在墾丁、1878年在港口、牡丹灣、八瑤灣及1878~1879年間在九棚各地進行移民開墾事業，大量招募漢人開墾。
在台灣省巡撫劉銘傳主政下，在土地稅制方面實施「減四留六」法，乃命令恒春知縣高晉翰調查縣內熟番人口及其番業，隨後在1888年發布政策讓熟番「化歸為民」，不再擁有「番籍」而為「民籍」，原先被歸入熟番的土生仔聚落，以及平埔族聚落，悉數被定為漢人聚落，熟番所屬番業和番租也就視同民田租業。官府發給銀二百八十元來取代原有的蕃租，當漢人無此租約的束縛，更加肆無忌憚的從事開墾，如此一來原住民只能接受這項政策不得不接受漢化、失去土地。雖說，儘管官方廢除熟番番籍和番租，實質上清廷行政上仍無法有效管轄既有的瑯嶠部落，其中大租戶仍然需要舊有頭目代理管轄，但此舉也使當地的經濟體系大受影響。
另外，清廷恆春知縣陳文緯從軍火一事對原住民各社進行管理。嚴禁漢人販賣軍火給社番，也禁止各社社番到漢人村莊攜帶兵器民。若漢人要入山伐木取材，要給予各社番租，確保雙方利益。並在各社設置正副社長，由各社頭人擔任，每月領官餉與配給衣褲，而瑯嶠十八社各股頭人更可以每季領72銀元。這些官餉，每次需親自到官府領取，誘使各社頭人與中國官員建立良好關係，官府也可透過這些頭人去影響各番社，約束各社原住民，並透過頭人關係官府可對出草的社番抓捕嚴懲，漢番之間的仇殺逐漸下降。透過政府勢力的介入，瑯嶠十八社原有社會體制逐漸受到破壞。
從俄國愛沙尼亞裔探險家艾比斯的記錄，提到這個聯盟已經非常鬆散了，而繼任總頭目朱雷不僅未能建立威信外，還嚴重酗酒。同時期的南岬燈塔駐守員喬治·泰勒批評朱雷酗酒喝到像白癡一樣，喬治·泰勒也說明這個聯盟在卓杞篤死後已經形同瓦解，各自為政，儘管豬朥束社尚存一些威勢，卻只能做一些部落間協調的事務。相對地卓杞篤另一個養子文杰積極協助清廷，並協調部落間的事務，逐漸增強他在清廷和各番社內的影響力。他不僅成為恆春一帶番社的總通事外，還因協助清廷建造恆春縣城，被賜姓「潘」，後官授五品位階。在1892的四林格事件中的清廷公文，提到潘文杰協助清廷且他已是大股頭人，代表他這時已經取代朱雷的總頭目位子。但因為斯卡羅人是長子繼承制，潘文杰的上位在今日一些其他部落和里德（豬朥束）耆老口中隱隱暗示他得位不正。而對於一些十八社中北方山地一些仍保留傳統的排灣族部落，如牡丹社等來說，潘文杰先後協助日本、清廷對付自己人，導致一些部落耆老認為他是個背叛者。自清廷在恆春建縣開始,使斯卡羅人數百年來的霸業，隨著權力更迭搖搖欲墜，固有的政治制度、社會組織、主從關係及傳統律法，在國家力量影響下面臨嚴重考驗，十八社瀕臨瓦解。

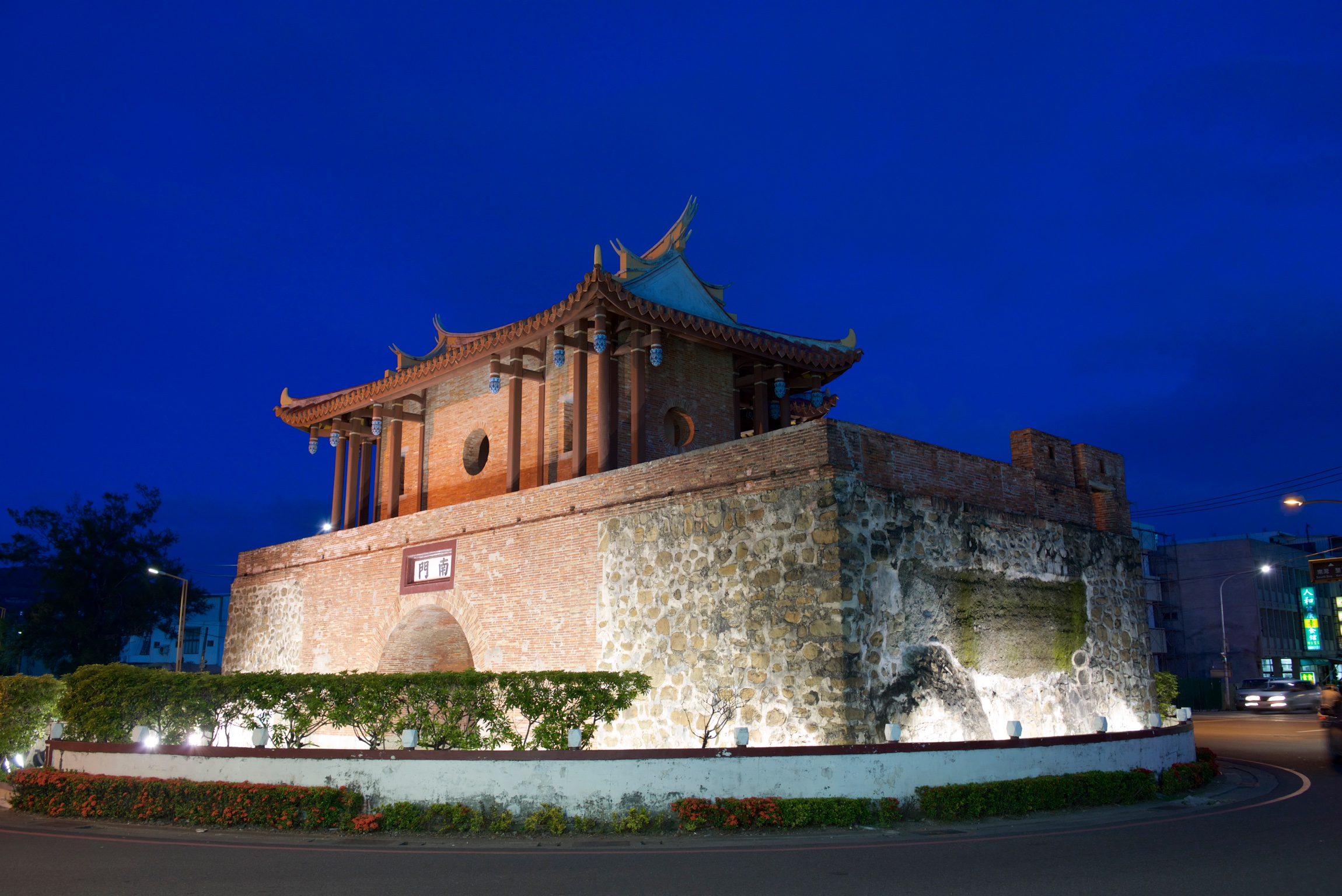
恆春第二次圍城戰中，瑯嶠十八社總頭目潘文杰協防的恆春城南門。

### 恆春第二次圍城
1895年隨著日本接收台灣並進軍恆春，瑯嶠十八社總頭目潘文杰配合日軍對原住民招撫，透過自己的影響力還招降了台東的舊清將領和地方、部落人士。但之後日本對番社的治理嚴峻，又取消發給番社頭目的餉銀，激起恆春原住民的不滿。同時，恆春漢人也不滿日本官府準備開徵地方稅，逐漸累積了民怨。在1898年，抗日領袖林少貓的部下陳掌與恆春地方漢人盧根元兄弟、陳福傳父子等聚眾合謀，他們又聯合其他各社番人舉事，參與最多的有四林格社、竹社、猫仔社，其次為蚊蜶、射麻里、港口、萬里得等諸社原住民。人數以原住民佔大半且為主力，他們都攜有銃炮等火器，漢人因受官府管轄已久只有竹製冷兵器，他們在竹社外大草埔歃血為盟，總計人數約有2,000人。在恆春的地方民間流傳中，瑯嶠十八社總頭目潘文杰也參與這次舉事，傳說他不僅答應起兵，還準備帶部下先進入恆春城當作內應，只要時機一到就開門獻城。
然而日本人已經收到一些風聲開始大肆追捕，還收到潘文杰可能參與的情報，同年12月26日是舉事前三天，瑯嶠十八社總頭目潘文杰奉命帶著150人進入恆春城，但其中持有火槍的部下都被遣回番社，身邊只留下39人。12月29日上午約漢番700人發動武裝起事，漢番反抗民兵切斷車城到恆春的電報柱，還把車城劫掠的清軍舊式大砲二門拉來，襲擊恆春城東門，餘眾攻擊其他城門。這時日方駐守恆春城的兵員、警察人力單薄，恆春城漢人緊關門戶袖手旁觀，日方除了派憲兵8人和警察20人防守南門外，只得命令潘文杰與部下一同協防南門。文杰率領部下築造土壘，搭建城門的雙重防禦工事，但在這危及時刻，日方陷入潘文杰是否值得信賴的兩難。一些日本人認為潘文杰與叛軍有勾結，要求逐出城外，最終日方認為潘文杰妻子的兄弟才是叛亂分子，認定有關潘文杰叛變的流言和證據都是反抗軍捏造的，潘文杰最終幫助日本人協防恆春城。現今地方民間流傳卻說，因為潘文杰被日方監視防備著，使終沒有辦法依約舉事。31日，大批日軍援軍到來，與城內日軍內外夾擊，反抗軍敗退，潘文杰出面向反抗軍中原住民進行招降，許多番人見大勢已去只好投降，反抗起事就此失敗。
戰後，日方對於平定的善後處理事宜，還要仰賴瑯嶠十八社總頭目潘文杰之力，潘文杰和二股頭人阿蘭兩人都被留在恆春城官衙中一段時間，潘文杰其他的部下則回歸番社。日方並沒有嚴酷的處置漢人圍城份子，除了處死幾個首謀外，其他人是採取監視且安撫的溫和政策。對於原住民圍城份子，因為他們在偵訊時答非所問，日方只好認定他們是受人蠱惑的盲從者，訓誡後就放回。

## 權力喪失與終結
因為總頭目潘文杰與日本人合作的態度，臺灣總督府在1896年的豬朥束社建立第一個為蕃童創設了國語傳習所，加速番社的管理和開化。1902年臺灣總督府發布「關於蕃政問題意見書」，解決了長期以來未有定論的「蕃人」與「蕃地」法律定位爭議。其中對於番人是否屬於臣民問題，認為只要身處普通行政區的熟蕃，皆視同日本帝國子民。因瑯嶠十八社屬「生蕃」和「熟蕃」之間的「化蕃」，故不算完全的臣民。
然而日治時代初期臺灣南部的十八社已經高度漢化，尤其是大頭目和所轄的鄰近部落。日本官員觀察到當時豬朥束社、蚊蟀社等附近部落身著漢人服飾，說著流利的臺灣府城話和原住民語言，耕作方式也與漢人無異。而總頭目潘文杰的居所其豪華程度也不遜與漢人富豪。在日本調查中，「下蕃社已襲衣、辮髮、操閩南語，且有精通漢語而忘記原語者，乍看猶如漢人…其中豬朥束社、八姑甪社、龜仔甪社、蚊蟀社、射麻里社、猫仔坑社及龍鑾社之人在衣食住、生業及智能方面更加進步....分別歸於各庄役場管轄，徵收地方稅。」
相比南部的漢化，十八社北部成員仍保留排灣族的文化，使兩者之間逐漸難以調和，豬朥束社的權勢僅限南部七社。在1903年日本的調查中，豬朥束社、八姑甪社、龜仔甪社、蚊蟀社、射麻里社、猫仔社及龍鑾社之七社雖然各社都有各自頭目，但這七社通事都是豬朥束社的通事兼任，除龍鑾社外六社的土目都是豬朥束社的土目兼任，豬朥束昔日影響力最終也僅剩七社範圍。同年，日本為了加強控管民番，恆春廳公告設置派出所共三十處，有的直接設置於聚落內部，透過警察達到全面的監控、管理的效果，豬朥束社等諸社之司法皆全歸日本所有。
1904年臺灣總督府將恆春東南含豬朥束社、射麻里社在內的七個番社，納入「普通行政區」內，該區番人視為「熟蕃」，在法律上成為日本帝國臣民。成為普通行政區後，取消「番大租」，禁止人民納稅給頭目，直接否定斯卡羅人原本向其他各族的收租權，導致原本有權有勢來號令各社的大頭目頓時失去權力和地位。原本只剩下形式上的琅嶠十八社正式解體，名義上歸屬十八社的四林格酋邦聯盟、牡丹酋邦聯盟則完全脫離，仍維持酋邦的組織。對七社番民而言，日本治台以來不僅改變了各社番人數百年來以收租為主的經濟生活，也連帶摧毀了番社內部的社務運作與社會組織。最後則在殖民政府「番、民一視同仁」的無差別政策下，把斯卡羅人正式編入街庄二級制的行政空間與管轄系統，各社熟番也逐漸混同於漢民社會而難以區分。總督府提出「民、番同享業主權」，對七社番民而言，每位土地使用者不再向頭目繳納而轉向官廳納稅，否定頭目的統治權和土地權，使斯卡羅酋邦總頭目、射麻里二頭人等權勢迅速消退，再也不能號令各社。學者楊南郡如此提到：
|                | 日治時代明治 37 年（1904）5 月起，臺灣總督府片面宣布：將恆春地方斯卡羅族各社、阿美族各社、蚊蟀山頂和龜仔甪兩社排灣族，全部同時劃入「普通行政區」內，視同熟番（即所謂已開化的生番），和漢人一樣，受普通行政法治理。從此以後，Su-qaro 族總頭目統馭恆春地方部落群的「領主權」，和所擁有的全部土地權，亦即「業主權」，全部被官方剝奪。.......豬朥束社總頭目潘文杰去世以後，總頭目的頭銜完全消失了。 |
| ——楊南郡 ,2011 | |

對漢人而言，列入普通行政區後，原住民在法律地位上與漢人一致，且漢人不再需要經由撫墾局的同意，就可進出山地從事開墾，如此一來原住民與漢人間的主從、租佃關係也就蕩然無存，迫使原住民喪失所有權力。而失去部落對內的土地權和對外的納貢、番租權，豬朥束社大股頭只能靠自己營生，或是不善營生被迫賣掉殘餘的土地。

### 豬朥束分家
儘管潘文杰在牡丹社事件及理蕃事務推動上的努力，讓日本相當禮遇他並頒發「勳六等瑞寶章」，但透過理蕃政策的施行，總頭目和豬朥束社的權力地位已經遠不如清代之時，潘文杰因此在1897年前把「總頭目」給與潘萬金繼承，自身仍繼續擔任日漸重要的「總通事」職位，仍是頭人之一。而日本繼續清代時的移民開墾政策，1901年潘文杰與帶領數十位原住民前往牡丹灣附近開墾。在潘文杰逝世後，因斯卡羅人是長子繼承制，身為次子潘文杰取代長子朱雷的地位，同樣造成豬朥束頭目卡珞利谷（Garuljigulj）家族分成兩支，為代表潘文杰家族的潘阿別系，和代表朱雷家族的潘阿瑤系。
關於潘阿別和潘阿瑤之間卡珞利谷家族的系譜問題，當今尚有爭議，日本學者的豬朥束頭目系譜與日治的戶口登記、後人祖先祭祀矛盾。根據日本學者的《台灣高砂族系統屬の研究》的記載潘阿別是朱雷的四子，但戶口名簿和後裔口傳和先人祭祀中，潘阿別卻是潘文杰之後。因潘文杰是林姓過繼到卓杞篤之下，根據當地風俗潘阿別後人都自認「潘皮林骨」且堂號用「福祿」，相反地潘阿瑤後裔並無此說且他們的堂號則是「榮陽」，兩者並不相同。因此一些學者認為潘阿別是朱雷四子，後來過繼到潘文杰之下。然而，同樣在《台灣高砂族系統屬の研究》被認為是朱雷六子的潘阿祿後人，他們同樣認為自身是「潘皮林骨」和以「福祿」為堂號，因此更可能是《台灣高砂族系統屬の研究》的記載有誤，在書寫時把朱雷和潘文杰的孩子搞混互換了。故潘萬金、潘阿別、潘阿祿很可能都是潘文杰之子。另外，在後代命名上，排灣文化中名字中會取祖先的名字來命名，而潘阿瑤後代有人取名為潘朱類，潘阿別後代曾有人取名為潘文杰，都說明朱雷後裔是潘阿瑤系，潘阿別為潘文杰後裔。
因為朱雷是總頭目正統繼承人且血統較純，因此在現代里德耆老口中仍認為朱雷後代是「正番」，而潘文杰則是「番皮漢骨」。隨著潘文杰上位成為豬朥束頭人之一，朱雷家族仍保留頭人地位，但由女性領導，對外事務如交涉、動武、協調等由男性的潘文杰家族主持，對內祭祀則是代表朱雷家族的女頭人，手持法器「佛仔珠」（buladzu）主持。在女頭人之後由朱雷四子潘阿瑤成為對內司祭事務的頭人，潘文杰之子潘阿別成為對外事務的頭人，使後來的豬朥束聚落形成兩位頭人領導內外局面。

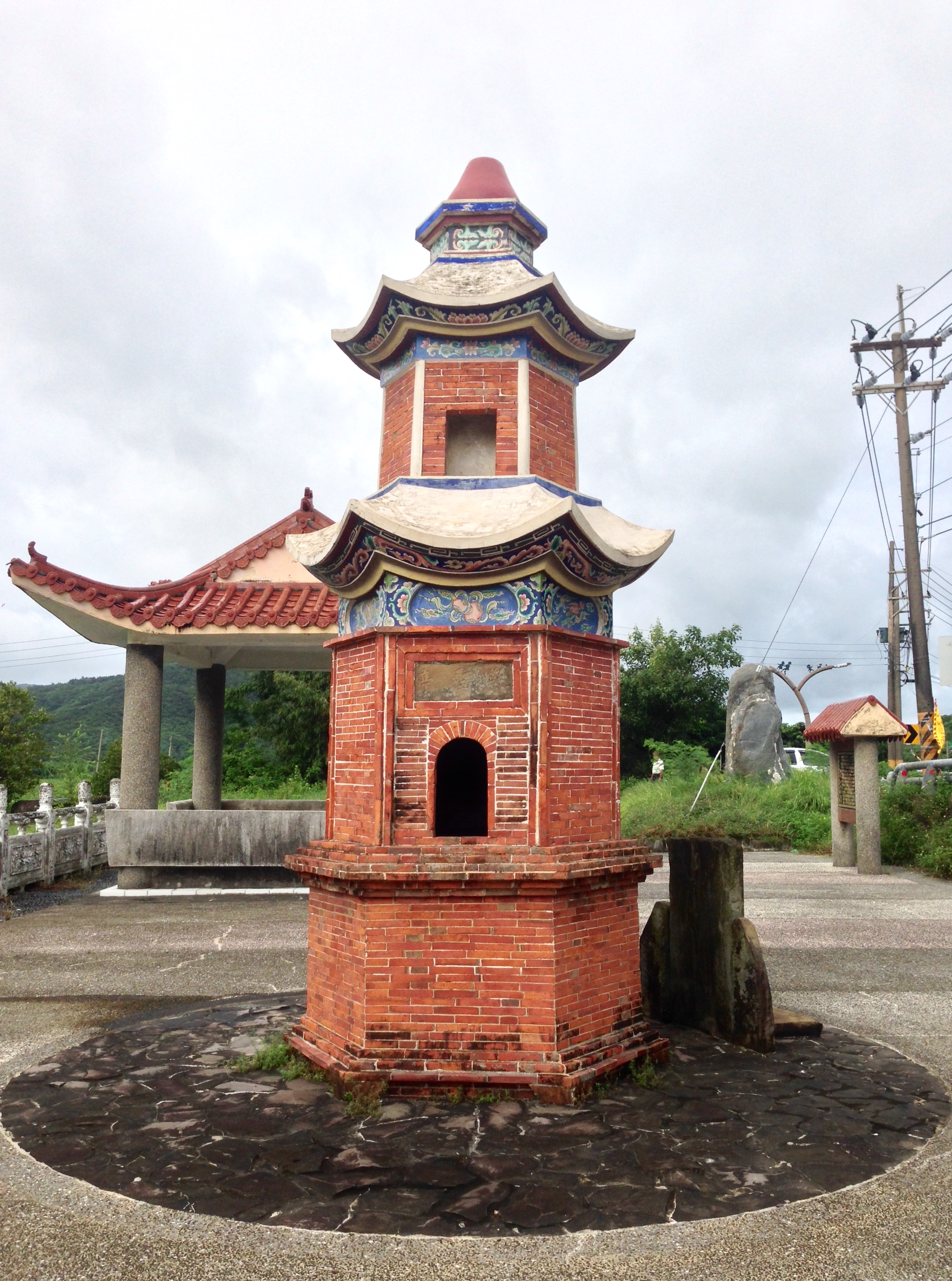
現代滿州鄉當地流傳的故事「象與猴」中，因1904年因為興建滿洲鄉敬聖亭破壞了當地風水，使得豬勞束權勢中落。

日本政府為了進一步瓦解總頭目卡珞利谷家族和豬朥束社的影響力，在1907年左右命潘文杰之四子，擔任恆春撫墾署巡查捕的潘阿別率領豬朥束社二十戶遷往牡丹灣（今牡丹鄉旭海村）開墾。日本政府派遣頭人之一且有巡查捕雙重身分的潘阿別前往且存有威嚇作用，利於政府控制荒僻的殖民邊域。儘管潘阿別本人仍留住豬朥束，但潘阿別之後代與一些族人從豬朥束社出走牡丹灣形成分家，亦有助於日方瓦解原本根植於豬朥束社的傳統大頭目勢力。雖然分家之舉受到豬朥束社經過巫師的認可，而非完全受到日本官方指派壓力，但也造成後來的豬朥束社人口出走，留在豬朥束的總頭目家族後裔威望不再。豬朥束社族人北上開墾同時，此舉也間接造成更多阿美族人也順帶往牡丹灣或是花東遷移。在潘阿瑤去世後，豬朥束聚落也不再進行原住民的祭儀活動，失去舊有原住民文化。

### 象與猴
隨著客家人大批進入舊斯卡羅人領域，使聚落內漢化影響越來越嚴重已致於很難再把斯卡羅人與漢人區別，而客家人增加也使當地逐漸通行客家話，連帶著客家文化也跟著建立。在日本政府將當地並入普通行政區的1904年同一年，當地豬朥束庄客家人在聚落外興建一座客家風格的敬字亭，即滿洲鄉敬聖亭，來宣揚文教。然而在這段短短的時間內先後發生了，普通行政區施行，十八社總頭目潘文杰去世和豬朥束分家番民遷移，以及同時期1904～1905年當地瘟疫爆發，導致之後整個豬朥束聚落和總頭目家族的沒落。後來的豬朥束聚落的後裔，便留傳一個風水故事，因豬朥束聚落（今里德村）附近有座山形似猴頭為猴面山，溪流另一側蚊蟀（滿州）有山形似象山，認為當年日本人興建敬字亭破壞了當地風水，導致衰落。
|                      | 「以前里德岀能人，里德是這隻白猴，跨過里德溪的這隻白象，會啣水給白猴吃，因為這樣的地靈里德岀能人。日本了為了要敗咱里德的風水，所以在白象和白猴之間蓋了這座字紙亭，這象就不能給這猴吃，因此里德才會敗。不然以前滿州很敗，都好這裡（里德）。」 |
| ——今日滿州鄉里德村人 | |

今日滿州鄉地區還流傳其他類似版本，如當時為了徹底破壞豬朥束的風水，傳說在象頭頂上用寶劍插入等等，大抵而言都是說外來勢力破壞豬朥束的風水，導致豬朥束聚落的衰敗與潘家的遷離。顯示當地人仍十分重視過去的風光，並透地理環境及動物譬喻作為此地區勢力消長的一個傳說故事。就豬朥束與蚊蟀的關係來說，1904年日本政府將番人行政區轉變成普通行政區，成為該區域權力的轉移的關鍵。隨後在1905年日本在豬朥束的國語傳習所改為公學校的同時，把校址從豬朥束移到蚊蟀，校名也改稱為蚊蟀公學校，後蚊蟀改為音近的滿州，即滿州鄉。滿州聚落最終取代豬朥束的地位，成為該地區的經濟、文教、行政中心。

## 現代的遺留
昔日的豬勝束社大股頭人所在的里德村，即使對頭人家族光輝的過去朗朗上口，絕大多數的老人都沒有聽說過「斯卡羅」這個名稱。村民都知道里德村曾經是一個出「能人」的地方，頭人曾經是十八社番的總頭目，勢力範圍可以到恆春北邊，甚至到台東。當年頭人的直系家族還有成員在村中，但是這些後代已經沒有頭人的權威，反而常被村人用來議論是非成敗的例證。至於另外一個頭人大社射麻裡社所在的永靖村，情況更為模糊。這裹的村民不但沒有聽過「斯卡羅」這個名稱，對頭人家族的記憶幾乎沒有，只依稀知道在村子襄面靠山的一區被稱為加賭魯的地方曾經有番人住過。頭人的相關傳說往往與平埔族的傳說混在一起，是一群過去的「番」，現在村民已經被漢化而與漢人無異。而現在，來到過去所謂的斯卡羅四大頭人的地區，幾乎看不見傳統文化表徵的內容，如：語言、服飾、祭儀⋯⋯等。
今日滿州鄉地區漢化程度非常高，保有傳統原住民文化的只剩下長樂村兩個社區，即長樂村小路部落（萬里得）和分水嶺部落（八瑤）。2014年之前，滿州鄉長樂村小路部落和長樂村分水嶺、牡丹鄉四林村四林格部落、與高士村高士部落這三村四部落，於春節會聯合舉辦相關凝聚團體意識的活動 。在2014年時首度納入里德路聚落，並以部落舊名參加，分別形成萬里得社、八瑤社、四林格社、高士佛社以及豬朥束社。以五個團體的「瑯嶠十八番社『找回傳統文化』春節系列活動」，意圖強化該區歷史脈絡且擴大參與團體，該活動以日治時期十八番社總頭目潘文杰作為此活動在旗幟或是宣傳上的號召，並且邀請總頭目後代參與，原本更計劃來年讓其他相關聚落共襄盛舉。然而，該次活動不算成功，經費開銷過大，更重要的是十八社概念薄弱，豬朥束社參與度也不夠，最終隔年便停止聯合舉辦，各聚落回到各辦各的活動。
到了2015年，滿洲鄉舉辦「滿州鄉原住民綜合運動會暨都市原住民聯合豐年祭」時，因滿州地區因為漢化程度很高，原住民文化表演時幾乎只有邀請來的阿美族協會和長樂村的兩個社區在負責，服裝也只有上述團體身著原住民傳統服飾，其他滿州各村則是穿著活動紀念衫。活動中，滿州地區的人除了長樂村的人用排灣語以外，其他村子則是臺語為主、國語為輔。彼此在溝通的時候，便會以國語作為主要溝通語言但偶爾夾雜臺語。此外在排灣文化中，「頭目」在「排灣族」的階序社會裡是非常重要的，不僅是一個部落的領袖，也是權力核心的代表。不過在滿州鄉這活動裡，看不見任何關於頭目的介紹或是出席活動。這些近期活動顯示，不僅瑯嶠十八社過去共同回憶消失，連自身原住民文化也流失嚴重。

## 區域
瑯嶠十八社是並不是固定有18個番社，它會隨著時代不同而動態有所增減。當荷蘭人在1636年首度接觸瑯嶠酋邦，透過當地經商的漢人知道他們原有十八個社，後來失去兩個，為十六社，在同年年底時恢復成17個番社。在1645年後瑯嶠酋邦戰敗投降，簽訂瑯嶠條約，僅允許保留5個番社的統治權，分別是龜仔甪社（Coranos）、豬朥束社（Tolasuacq）、籠逸社（Valangits）、四林格社（sdaki）、蚊蟀社（Vangsor）。戰後，瑯嶠酋邦被迫與荷蘭人合作，隨著其他原住民反抗荷蘭的統治，使荷蘭人越來越依靠瑯嶠酋邦幫忙爭討不臣，也讓瑯嶠酋邦迅速恢復力量。到了荷蘭統治末年，基本上瑯嶠酋邦再度君臨加祿堂社以南的恆春半島。
到了清代黃叔璥《使臺錄.番俗六考》首度提到瑯嶠十八社，其中包含謝必益社、豬朥束、小麻利、施那格、裏踏、寶力、牡丹社、蒙率、拔蟯、龍鑾社、仔社、上懐、下懐、龜仔律、竹社、猴洞、大龜文、柯律，這時的瑯嶠十八社尚能控制楓港溪南北側的原住民社群。在1725年斯卡羅酋邦以生番歸化的方式，重新向清廷繳納社餉，是為琅嶠歸化生番十八社：猫仔社（麻仔）、紹猫厘社（射麻里）、豬朥束社、令蘭社（龍鑾）、上哆囉快社、下哆囉快社、蚊率社、猴洞社、龜朥律社（龜仔甪）、猫籠逸社、里毒社、滑思滑社（高士佛）、加錐來社（加芝來）、施那隔社（四林格）、新蟯牡丹社（牡丹）、德社（竹）、慄留社。隨著大龜文重新獨立，瑯嶠十八社逐漸退至楓港溪南的恆春半島，形成人們所熟知的下十八社範圍。
瑯嶠十八社並非都是由豬朥束社的領導，實際上是由豬朥束社、射麻里社、猫仔社以及龍鑾社四大邦聯所組成。四大邦聯的領導頭人普遍認為都是斯卡羅人，然而實際上恆春半島各部落耆老口傳歷史中相互分歧，可以確定的是他們一致同意豬朥束社、射麻里社是從北方知本社南下的，是斯卡羅人沒有錯。但麻仔社以及龍鑾社是否也是斯卡羅人一事，口傳之間沒有定論，大體而言主流多認為他們也是斯卡羅人。斯卡羅人他們分別統率其他的排灣族、阿美族、漢人聚落及平埔族部落。排灣族是斯卡羅來之前的原居民，而阿美族、漢人及平埔族移入時間較晚，是向斯卡羅人租地居住的。在十八社內部四股邦聯平時對內有各自的統治區域，戰時對外聯合作戰。
文獻上首度出現斯卡羅人四大社社域劃分是在林樹梅在1837年考察的《瑯嶠圖記》，提到當時頭股卓杞篤領有豬朥束社、牡丹社、加芝來社、蚊率社、龜仔甪社、高士佛社。二股頭人領有射麻里社、猴洞社、四林格社、八瑤社、射不力社。三股頭人領有麻仔社，快仔社。四股頭人僅有龍鑾社。實際共十四社。所謂的「股」是具有「分家」的概念，分股即就是兄弟姊妹從主家分出去的意思。斯卡羅四大股頭所領有的地區同樣不是一成不變，而是隨著各股之間勢力興衰而動態變化，但隨著斯卡羅人影響力逐漸衰弱，從十九世紀以降逐漸喪失對北方排灣部落的影響力，以致美國外交官李仙得發覺十八社總頭目卓杞篤並不能喝止牡丹社的行為，同時隨後的牡丹社事件中斯卡羅人四大社並沒有協助北方的排灣部落抵抗日軍入侵，反倒是協助日軍勸降。十八社南北部落之間對於外力入侵呈現兩種不同方針，南部以斯卡羅人為首的番社因受漢化影響，傾向與清廷、日本殖民政府合作，相反地北方部落仍維持傳統並捍衛固有領域與慣例，屢屢與外部力量發生衝突。在利益、文化衝突下，後期斯卡羅人對北方排灣部落的控制早已名存實亡。

### 豬朥束社
豬朥束社（排灣語：Cilasoaq，今滿州鄉里德村）為主社的統率者家屋名為卡珞利谷（Garuljigulj） ，為清治以及日治時代所稱的大股頭人或總頭目。早在十七世紀就提到「瑯嶠君主」達答所居的番社稱之為豬朥束社（荷蘭語：Dalaswack/Tolasuacq）。豬朥束社為三個聚落組成，分別為豬朥束、嘎哩稱（kaliutsin）、狗籠（Tsikaudan）。豬朥束社除了卡珞利谷家以外另有八個家族，亦出自古代頭目之分支，為「單黨番社」 。

大股頭目統率排灣族的加芝來社、牡丹社、牡丹中社、女奶社、高士佛社，以及部分的蚊蟀山頂社、龜仔甪社；此外，阿美族的港口社以及漢族的保力、嚮林、統埔、蚊蟀、車城、九棚、四重溪、港仔、驫古公等各庄亦受其支配。

### 射麻里社
以射麻里社（排灣語：Soavari，今滿州鄉永靖村）為主社的統率者家屋名為Mavaliw ，即二股頭目。在十九世紀時期儘管射麻里社人口眾多，社內住著斯卡羅人、平埔馬卡道人、阿美族人和客家人。但二股頭頭目家住在於稍北的山腳處，地名叫加睹魯（Katoro），在日治時代加睹魯僅有85人。

統率巴士墨社、家新路社、牡丹路社、草埔後社，以及部分四林格社、八瑤社、快仔社。另有阿美族老佛社及少數漢人聚落也在其統轄之下。

### 猫仔社（Savaruk）
以仔社（今恆春鎮仁壽里）為主社的統率者家屋名為Cjligul ，即三股頭目。舊社域從保力溪以南到網紗溪以北，是恆春縱谷最大的原住民勢力，但隨著漢人屯墾逐漸退入山區。
其統率部分的八瑤社、四林格社及竹社。三股頭目沒有管轄阿美族部落，漢人村庄則不詳。

### 龍鑾社（Shurindan）
以龍鑾社（今良鑾溪源流）為主社的統率者家屋名為Ruvaniyaw，即四股頭目。其所轄部落，只限於本社及附近漢人村庄而已。

## 人口與戰力
1636年荷蘭人與統治十七社的瑯嶠君主達答商討征討卑南人時，達答表示他的領地有戰士960人。
统十四社，番丁七百馀 纪琅峤
李仙得的紀錄提到，瑯嶠十八社總共有955名戰士，1300餘人老幼婦孺，並提到卓杞篤與必麒麟於保力會面時已經集結600名戰士準備與清軍作戰。另外隨行的詹姆士·霍恩（James Horn）卻說瑯嶠十八社總共有1100名戰士。儘管在這個時代卓杞篤是整個聯盟的領袖，但實際上他并沒有擁有強大的武力可以壓制其他各社，當時他的豬朥束社只有74人口，二股頭的射麻里社220人，三股頭猫仔社90人，甚至四股龍鑾社也有114人，都比較多，更不說早以游離的牡丹社擁有最多人口的250人，和排名第三人口的高士滑社190人。1874年的瑯嶠十八社共有24社，有3714人。瑯嶠十八社的武器有火繩槍、長矛、直刀、弓箭和少量土炮，李仙得提到他到豬朥束社時原住民曾放炮歡迎。原住民不在武器上作任何裝飾，當他們到漢人區甚至鄰近的原民部落時，會火繩槍背在上身，刀插在腰間，長矛則不離手，總是全副武裝。
牡丹社事件日軍在石門戰役之後，瑯嶠十八社頭人陸續前往日軍陣營表達歸順之意，日軍初步掌握了當地蕃社的人口資料。人口最多的是有400人的高士滑社，牡丹社和爾乃社併計也有與之相當的人數；其次是响林社（萬里得社）及射麻里阿眉大社各有300 人、再次是射麻里220人等，其餘多在百人以下。
1875年恆春縣建立之後，清廷開始透過各社頭人間接管理瑯嶠十八社，正式在恆春建立統治勢力。這段期間雖有短短20年不到，但有兩次對於歸化生蕃的調查以及一次全區域的人口清查。在1885年番社調查以及在1886年恆春地區招撫薙髮歸順的各社男丁，兩次人口數量近似。在1886年這次初步統計中瑯嶠十八社統計共有20社（缺猫仔社資料），有2967人，豬朥束社150人、射麻里社286人、龍鑾社165人。隨後的1889年，恆春縣知縣呂兆璜下令查造大小丁口清冊，於是恆春地區有了第一份較完整的民番戶口資料。瑯嶠十八社統計共有21社，有4702人，其中豬朥束社203人、射麻里社524人、猫仔社184人、龍鑾社130人。其中，原先屬於生番的射麻裡社、龍巒社、四林格社、龜仔甪社、八磘社等九個社已被清廷列為熟番，人數都比1874年增加許多。
在武器方面，1876年福建巡撫丁日昌巡台後，描述瑯嶠十八社的原住民雖然使用土造火繩槍，但頗有準頭，他們經常保養武器，擦的槍枝光亮，相比清兵的火槍完全不能比。火繩槍（排灣語: Pusapuyan）因為槍枝構造簡單，但彈道滑膛相對不精準，大多數是與漢人或平埔族交易而來，部份原住民亦有能力自製。牡丹社事件的石門戰役，牡丹社使用的槍枝就是火繩槍，戰後日軍發現牡丹社所用的子彈是鐵鎚打造的自製彈丸。丁日昌也提到十八社的頭目所使用的史奈德步槍這種新式洋槍，是牡丹社事件時日本人送的。而之後原住民經常拿這種槍後膛槍與清兵對抗。

### 日治時代統計
日治時代初期，日本恆春撫墾署在1897年6月對恆春地區進行生蕃社戶口概數調查，下十八蕃社計有937 戶、4,239 人，其中最大的番社為射麻里社924人，而總頭目所在的豬朥束社僅只有223人、猫仔社184人、龍鑾社130人，但這份數據只是概略，顯然並未經過實地調查料。1901年，總督府民政局再進行了一次「關於本島發達之沿革調查」，本次是臺灣有史以來最為精細的族群調查，對於漢移民的原籍有清楚的記錄。根據這份報告，恆春半島客家人優勢區已然擴張到原本的十八社南部的傳統區域，甚至本屬蕃人活動範圍也都成了客家人之優勢區。換言之，恆春地區漢人勢力向山區拓展，主要得力於客籍移民遷徙。
從1870年代瑯嶠地區與外界頻繁接觸時，其主要族群仍係久居當地的生番、漢人和混血土生仔。在清政府的官方勢力進入後，土生仔被納入漢人，短短20年間，恆春西邊海岸地區由閩籍的漳、泉人分佔，隨著恆春建城，清廷鼓勵移民進入恆春地區，同時對東部地區進行招墾。到了日治時期，客籍移民則不斷往山區拓展，終至主客易位，原先在此佔優勢的原住民，漸漸成為漢人街庄中的點綴。

## 政治與社會
在瑯嶠十八社中有一套權力結構實際在運作，結構分為三層，其體系宛如一個早期國家的雛形，是一酋邦。以斯卡羅族位於權力結構的最上層，斯卡羅人四大社以強大武力和巫術、以仲裁者的身份在十八社之中居領導地位。第二層為排灣族、客家人、閩南人、平埔馬卡道族，第三層為阿美族。
斯卡羅人為了權力架構的運作與族群勢力的平衡，雖不直接介入各部落的運作，但以武力與巫術維持他們的地位。巫術是一個重要的要因，例如各社在小米收割前要至豬朥束社作嚮，保佑作物來年順利，在共同參與收割祭典後才能各自返回部落收割小米，收割後再返回豬朥束社上貢。使各社的農耕和歲時也與豬朥束社相互依存，使各部落臣服於其統治之下，以納貢與勞役來維繫從屬關係，這樣的聯繫也透露著豬朥束社影響著各部落的經濟，如農墾收益等，與生活的各個層面。

### 頭目
在排灣文化中的貴族社會，土地皆為頭目（Mazazangiljan）所有，平民階級不僅沒有土地，在服裝及粧飾之類也被階級所限制，不可輕易踰越。在歷史上斯卡羅酋邦就多次顯示有顯著的階級社會，在1636年瑯嶠君主派遣兄弟Lamlock帶領使團前往大員時，荷蘭人就提到使團中有Lamlock的僕人一同前往，並提到瑯嶠君主他有很多僕人服伺，在很多情況下這些僕人如家臣幫他辦事。後來到了十九世紀，李仙得拜訪十八社總頭目卓杞篤家中，也觀察到宅中有阿美族人擔任他的僕人。如同傳統排灣社會，頭目的權威相當大，治下的人民對所屬頭目及宗家的總頭目，有絕對服從的義務。在荷蘭人的記載中，瑯嶠君主不僅每個番社都由瑯嶠君主他指派一個人擔任頭領，他還有生殺大權，可以下令處死臣民。在1645年荷蘭迫使瑯嶠君主簽下投降的條約中，其中有一條就限制這項權力，要求在荷蘭人的認可下才能宣判死刑。
在排灣文化的頭目制度中，頭目的經濟來源是納貢稅，在古代相當於收獲物的約三成至五成，到了日治時頭目的權勢日衰，貢物僅及一二成，甚至有蕃社不上繳此貢給頭目，但在古代這條非常嚴格的，斷不許有這種事。排灣人對狩獵的獻貢，是獻給頭目獵獲物的後腿一腳，如有總頭目和頭目二重統治關係的蕃社，則要各獻二樣。1875年愛沙尼亞探險家艾比斯曾參加斯卡羅人射麻里社的狩獵祭，當狩獵結束時，仍由二股頭人亦失先切取最好的鹿肉。納貢稅以外，頭目還有權收取獵租、魚租、通行租和山工租，山工租為只要到社域之內伐木或生產，都須繳納租金給頭目。另一項頭目重要的經濟來源是番產交易，頭目有權為代表，在對番社以外的交易中收取相對應稅金。而頭目在獲取如此大的財務後，依據各家的情形他須公正地再分配給社中之人，以維持他的威信。尤其是在番社中的祭儀，如五年祭之時需拿出這些東西與族人分享。
在歷史上，從荷蘭人的記載中瑯嶠君主有權作為各番社的代表，他收下荷蘭人送的禮物後再把禮物分送給旗下各社領袖，顯示擁有分配物資的權威。

## 信仰

### 祭儀
「祖靈祭」又稱五年祭，是排灣文化中重要的宗教祭儀，其目的是感謝祖靈庇佑今年農作物及狩獵豐收，並祈求來年如常。文獻上提到「祖靈祭」是1722年的《臺海使槎錄》，提到瑯嶠十八社舉辦祭儀時，頭目與眾番百十圍繞，各執長竹竿，一人以藤毬上擲，迎而刺之，刺中者為好漢（maqati），番眾捧酒為賀，慶典舉辦3日才停止。也提到北方的傀儡番是每五年一次，即五年祭。但瑯嶠卻是三年一次，但形式上兩者相似。到了近代蚊蟀社的祖靈祭仍為三年一次，並仍保有刺球儀式。相對地豬朥束社斯卡羅人祖靈祭並沒有刺球，而是殺嚮豬，同樣也是三年一次。
祖靈祭的重要活動有祭司祈禱、祭祖、慶歡以及納貢。其中納貢是活動中重要環節之一，也是鞏固酋邦頭目領統權的核心。在酋邦中建立領導中心的頭目，其下子民會向頭目納貢，而領導者會將其中貢品分享出去，一部份留著為其他慶典或天災戰亂準備。若常規制度化就可強化領導者權力，同時擴展到政治、社會、宗教各方面，祖靈祭的納貢賦予神靈威嚇的作用，強化部落的穩固。
瑯嶠十八社並沒有一個全整體酋邦共同的祖靈祭場所，沒有一個統一的祭祀中心，在十八社之中各部落之祖靈祭是各自舉辦的，這一點相比其他大型排灣酋邦不同，如大龜文酋邦、力里酋邦等都有統一的場所。這使得其他多部落式酋邦內部除了總頭目家系為首的貴族統治和納貢制外，還有著統一的五年祭和刺球的祭祀中心，可以強化和凝聚酋邦內各部落的共同整體之意識，讓酋邦內組織成員數目可以穩定發展。瑯嶠十八社缺乏團體凝聚力，部落之間缺乏宗教儀式強化「酋邦生命共同體」的作用，因此在1874年以後斯卡羅人就無法整合北部其他排灣部落來對抗外來勢力，最終在強大的外力影響下逐漸解體。

### 作嚮
斯卡羅頭人家系出身的司祭必須主持祭祀活動，以維持聚落內部及與其他番社之間的某種祭祀關係。作嚮（palisi）是當地排灣文化中與神、靈的行祭行為，而作嚮儀式的執行者，稱為「嚮婆」或是「嚮媽」。在文獻中，1869年必麒麟、許妥瑪 （Hughes,T.F.）因平埔族船難者一事再度與瑯嶠十八社總頭目卓杞篤會面時，當眾人吃完晚餐後。這時一位老婦人拿著一杯燒酒作嚮，她在室內繞來繞去，讓每個人都啜一口，同時她口中還念著可能是驅除惡靈的咒語，儀式完成後協商會議才正式開始。1887年鵝鑾鼻燈塔駐守員喬治．泰勒（George Taylor）來到豬朥束社，準備與潘文杰一同出遠行，出發前有嚮婆作嚮來保佑出行順利。儀式中，計算出行人員數量，並以同數目的樹枝在地上圍成一圈，讓出行人員在內圍成一圈坐入，嚮婆站在中心於出行人員頭上揮動一束蘆葦，迅速吟唱。吟唱後把石榴葉塗在物品上，交給出行人員手中，並在出行人員頭上塗抹藥膏，以示祝福。 豬朥束社斯卡羅人進行作嚮時的法器是「佛仔珠」（buladzu），而附近排灣人蚊蟀社使用的法器是「毛磨刀石」（dalju），法器不同這隱含了兩者對於祖先崇祀的內涵、信仰不同。
除了為人員祈福之外，播種前其他十八社還會提供斯卡羅人穀物種子，由斯卡羅人作嚮祈福，保佑未來一年風調雨順，作物豐收。
今日滿州鄉一帶仍有少數嚮婆作嚮，有平埔馬卡道的老祖嚮婆和排灣式嚮婆。因滿州地區普遍的「漢人神明崇祀」，顯然無法處理與「番」有關的靈，漢人神明的乩童無法跟「番魂」溝通，必須有會說番仔語的嚮婆來向「番魂」行祭，因此會使用「原住民語」是嚮婆必備的基本能力之一。老祖嚮婆的打扮與漢人道士相似，但供品是傳統的酒肉，以及酒內混合小米再放於荖葉上，但嚮婆並未起乩，所以用擲筊來請示神靈，當三聖筊後再燒化紙錢作為結束。排灣族的嚮婆於展開的月桃葉上面放置豬肉丁、小米飯、獸骨、碎布、錢幣、酒、綑綁的月桃葉，以排灣語向神靈溝通，並無漢文化的擲筊與燒化紙錢。
至於平埔馬卡道族，在老祖祭祀時仍記著自己祖先是從林邊放索社、東港笳藤社、萬金赤山庄、在作嚮時要請「萬金赤山庄，放索開基祖」前來。如來自上、下淡水諸社遷移過來的馬卡道族猴洞社，他們隨著恆春建城後被迫至山腳庄，其餘番人散居各地，祭儀時也要請「下淡水老祖」。一些馬卡道人散居於恆春半島西南漢人和土生仔的聚落，他們一直維持老祖信仰，在每年農曆的第一個月圓之夜，進行「跳烏佬」的祭儀。但到了現代儘管西南部仍殘有老祖信仰，但受到漢化的影響，原為瓶子「矸仔佛」形象也大多數變成漢人的神像。僅剩舊屬十八社域恆春東南半部，這些馬卡道族後裔的老祖信仰，仍保留「矸仔佛」形象。

### 墓葬
早年排灣族都採室內葬、蹲踞葬，也就是人死後就埋在家屋裡。在室內約挖二公尺深、 六、七十公分寬的洞，將遺體綑綁成腳彎踞的坐姿垂吊下去；這不論在恆春半島、中排灣、北排灣都如此。斯卡羅人和排灣族的最大差別，就是埋葬方式不同。斯卡羅人是室外葬，正是卑南族的埋葬方式，透過考古發現，該石板棺中可見遺體是側身屈肢葬，陪葬品和排灣族慣用者也不同，這個葬法類似知本社所遵行的埋葬法，可能是斯卡羅人的傳統葬法。
豬朥束斯卡羅人過去的墓葬方式，是將過世的人以屈肢綁住在有靠背的椅子上，並放入以石板圍成四個邊所形成的墓穴中，埋完再用石板蓋住，以一棵樹或是石頭做記號，樹上會掛著鍋子、水桶等生前會使用的生活器具。但因為近代受漢化影響，皆改用棺材等漢式墓葬。

## 習俗與文化
1875年俄國愛沙尼亞裔軍官艾比斯（Paul Ibis）來到瑯嶠地區探險，提到進到射不力社以及其他番社前，一些原住民會要求朝一根遠處竹竿開槍，證實擊中後，再興高采烈的帶進村。對狩獵為主的部落來說，透過這種打獵技術的測試，作為評價一個人的標準。只有好射手，他們才看得起。

### 服裝

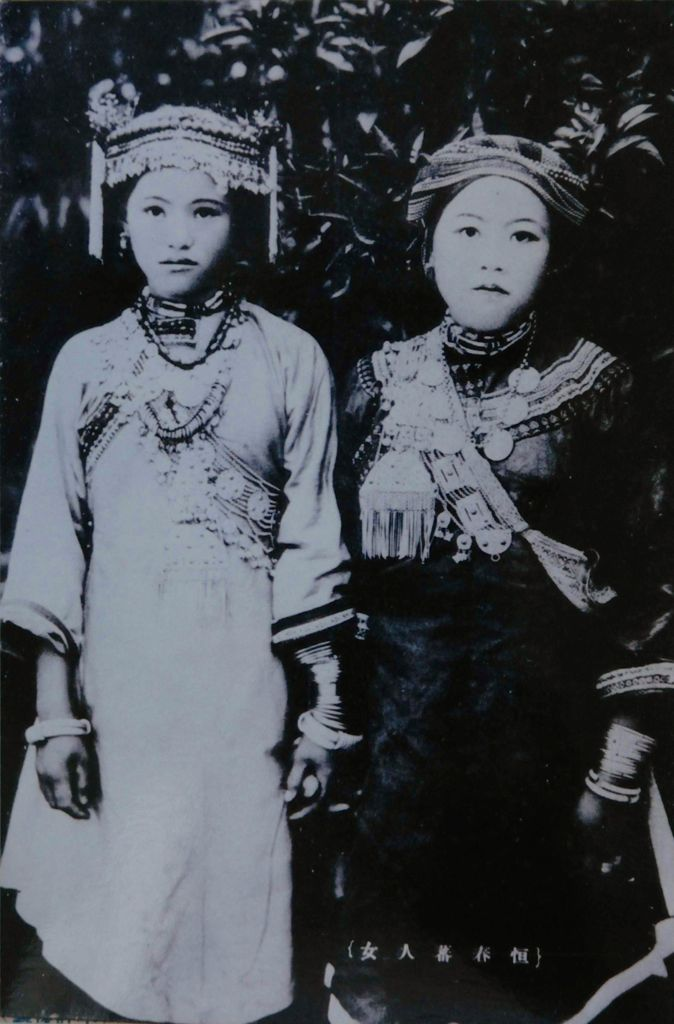
恆春排灣女子傳統服飾照片，應為日治時期所攝

一些漢化較少的番社仍保留他們的傳統服飾。1875年愛沙尼亞德裔探險家艾比斯，受到射不力社款待，提到頭人身穿兩件外套，裡面一件是以黃帶飾邊的紅絨的外套，外面是一件”雜彩”飾邊的藍色外套，袖口和胸前部分是紅的，胸前還縫有花飾及幾行日本銀幣作為裝飾。下面他穿兩件有花飾的黑圍裙裹住臀部，蓋到半截的腰部。頭人的頭髮用藍色帶子、珠串、還有金屬鍊子綁束在一起。頸項掛著許多大大小的彩色玻璃珠，耳垂則嵌有小鏡片的閃光圓板，手臂上戴的是銀鐲銅環。相比頭人的盛裝打扮，頭人的女眷裝束就相對樸素，她們穿著修改後的漢服，除了圓瓷耳環、珍珠項鍊以及手鐲以外，並沒有其他飾物。她們把頭髮輕盈的往後梳成一束，在頸項後用藍白條紋的布巾纏著，看起來嫵媚動人。女子喜歡用細頭巾、絲帶、黃珠串、黃花環等綁頭髮。

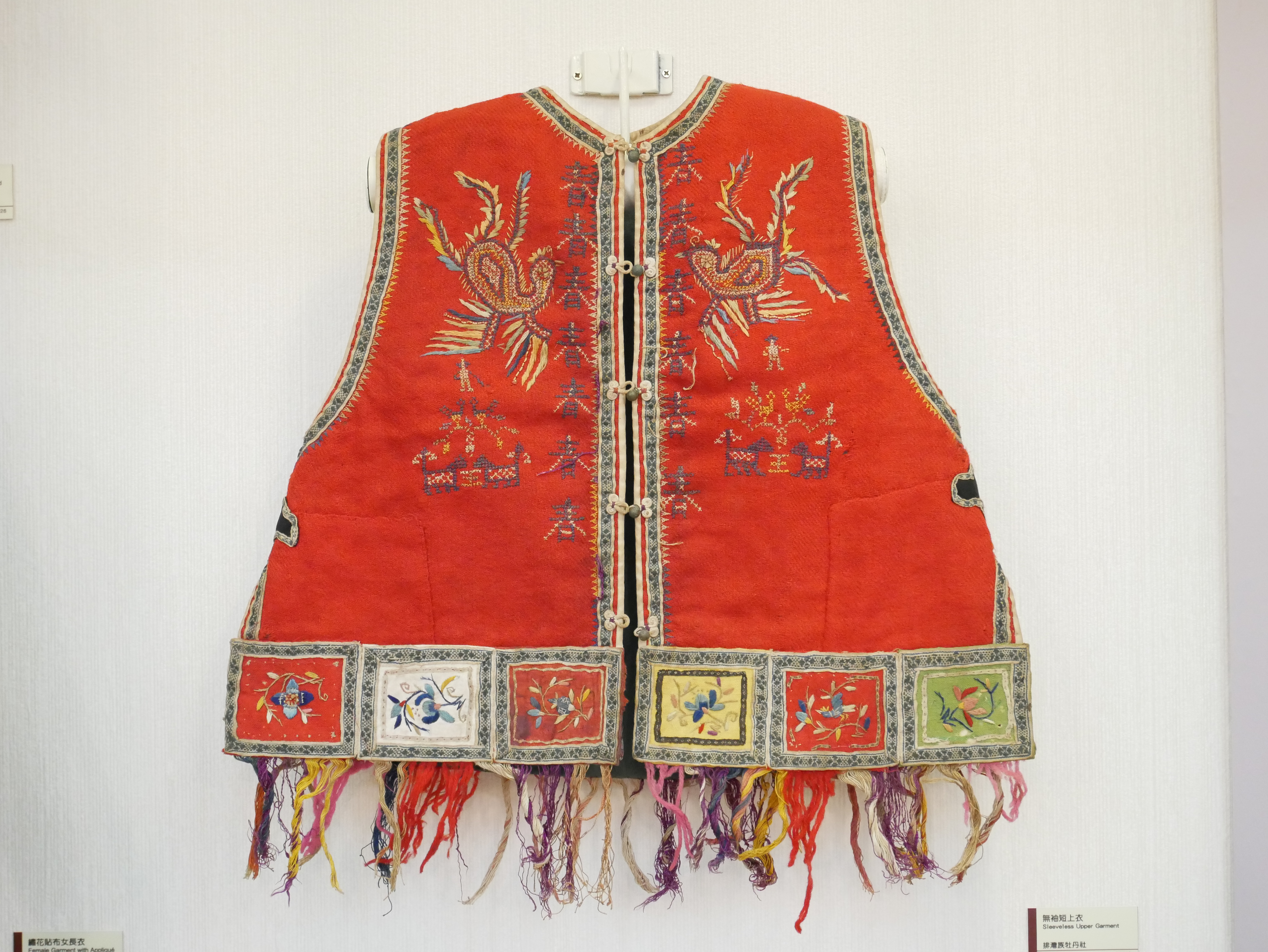
排灣族牡丹社無袖短上衣

在李仙得的文字裡，瑯嶠十八社總頭目卓杞篤頭剃著漢人的髮型留著小辮子，但他的衣著與族人有差別且與漢人不同。斯卡羅族諸社受漢人影響較重，艾比斯提到男人頭髮前額剪短但頭頂留長，綁成一圈或編成馬尾狀再盤在頭上，頭上還綁著藍布條或頭巾。他們的穿著頗有漢風，男人穿黑色、暗褐色或藍色滾有紅或白邊的短夾克及同色短褲。有些人還綁上野豬毛做成的護脛綁腿，穿鹿皮做的鞋子。女人則用紅帶子或珠串纏綁頭髮成馬尾狀，繞在頭上再戴上頭巾。女人像漢人婦女一樣穿輕便上衣和寬褲子，整套衣服比漢人的短小。斯卡羅人女子她們喜歡黑色或藍色，偶而也有白色的，她們只配戴很少的手環串珠之類，男人則無。日治時代的森丑之助則說後來恒春半島南端的原住民奇怪的辮髮，是清廷用剃頭銀的報酬來引誘人去剃髮，原本都是把頭髮盤在頭上。
在更早的時代，這裡的排灣族和斯卡羅人都如北部排灣族一樣都有刺青，只是後來逐漸沒有刺青的習俗。瑯嶠十八社不論男女，全都戴著漢人製造的瓷質，貝殼或木質的耳墜。這耳墜直徑至少有1吋，表面略有上釉或加工。穿耳戴上，把耳垂撐得很大。

### 建築
「其居處悉於山凹險隘處，以小石片（頁岩）築為牆壁，大木為樑，大枋為角，鑿石為瓦，不慮風雨，惟患地震。....」（黃叔擏
「築厝於巖洞，以石為垣，以木為角，蓋薄石板（板岩）於厝上。厝名打包（tapau，南部排灣族對於家屋之稱呼），前後植栽檳榔簍藤。」王瑛曾《重修鳳山縣志》，其中所謂「築厝於巖洞」應是源於傳統石板屋刻意壓低前簷的高度及大量石板敷面材的使用，使家屋整體型態看起來類似洞穴之故。《魯凱族與排灣族傳統石板建築形式起源與地方性差異探討》
番社茅屋是以竹子做基礎支架，覆以茅草，外面又綁上橫竹使更牢固。房子屋頂低垂，門口寬而低。內面分為兩室，前室明亮，是白天活動用，有的還隔出一個角落做豬圈；後室較暗，晚上休息睡覺或冬天時用。壁上掛有鹿角，武器、廚餐具則吊在鹿角上。近鄰屋外另有儲藏室及豬欄。豬欄兼作廁所。15到20 間茅屋分佈在一條小徑上，茅屋之間相隔50到100步。
十九世紀射麻里社和豬朥束社受漢化的影響，他們的房屋跟漢人的沒有太大差別，都是上覆茅草的土角厝。他們將房屋聚集在同一地點搭建，以提供自然的防禦能力。而且，村落除了以內牆圍繞以外，還有密植樹木所形成的柵欄，以及竹林圍成的籬笆。

### 歌曲
瑯嶠待客歌
立孫呵網直（中譯:爾來琅嶠），六呷呵談眉談眉（中譯:此處不似內地），那鬼呵網直務昌哩呵郎耶（中譯:爾來無佳物供應），嗎疏嗎疏（中譯:得罪得罪）《台海使槎錄 》
1869年許妥瑪（Hughes,T.F.）在豬朥束社曾聽過原住民的歌曲，都是小調之類。雖然曲調大多單調低沉，但偶而也有奇巧之時，甚至帶有幾分哀愁。
「……歌舞蹋蹄，一人唱，眾皆和，音頗哀怨；扶女子上膊搖手而舞」【臺灣研究兩篇（下）】

## 年表
- 時間不明(可能約300年前，西元1600年)，由四大家族，十八番社所組建而成。
- 西元1636年 瑯嶠君主的兄弟Lamlock受荷蘭人之邀友好訪問大員[164]，同年十六番社回復到十七番社[165]。
- 西元1637年 與荷蘭結盟，組成聯軍入侵卑南覓 [166]。
- 西元1642年 與荷蘭決裂，並於年底發生數次交戰[28]。斯卡羅戰敗，五個番社遭到燒毀，瑯嶠君主Tartar敗逃至知本社。
- 西元1645年 Tartar被迫親自前往大員向荷蘭臣服，成為半獨立實體。
- 西元1650年 Tartar被人謀殺，由小兒子Cappitam繼位。龍鑾社（Lindingh）宣布脫離。
- 西元1662年 荷蘭戰敗，明鄭的部隊進入瑯嶠地區，並與斯卡羅發生戰鬥，明鄭軍陣亡700餘人。[34]
- 康熙年間，射麻里社短暫統治過瑯嶠十八社。
- 西元1722年 清朝界定漢番分界，瑯嶠十八社被劃入界外。
- 西元1867年 爆發羅發號事件，促使美國遠征臺灣，其戰後簽訂南岬之盟 。
- 西元1871年 發生八瑤灣事件 。
- 西元1874年 爆發牡丹社事件 ，斯卡羅酋邦保持中立。
- 西元1875年 清廷建立恆春縣，斯卡羅酋邦被編入恆春縣行政區之中 。[167]
- 西元1892年 潘文杰繼位。
- 西元1904年 日本殖民政府為了實施地稅改正，徹底實施大租權消滅政策，斯卡羅酋邦解體。

## 歷代統治者
斯卡羅人在大約三百餘年前開始統治今日臺東縣的太麻里、金崙、大鳥以及屏東縣的滿州一帶，其中的豬朥束社Garuljigulj 家系為統治斯卡羅的大頭目，詳見如下：
| 肖像 | 姓名                         | 行政中心          | 开始日期 | 结束日期 | 備注          |
| ---- | ---------------------------- | ----------------- | -------- | -------- | ------------- |
|      | Tartar                       | Dalaswack         | ？       | 1650年   | 瑯嶠君主      |
|      | Cappitam                     | Dalaswack         | 1650年   | ？       | 瑯嶠君主      |
|      | Paljaljaus Garuljigulj       | 豬朥束社 Cilasoaq | ？       | ？       | 總頭目        |
|      | 卓杞篤 Cuqicuq Garuljigulj   | 豬朥束社 Cilasoaq | ？       | 1872年   | 總頭目        |
|      | 朱雷 Cudjui Garuljigulj      | 豬朥束社 Cilasoaq | 1872年   | 1892年   | 總頭目        |
|      | 潘文杰 Bungekaic Garuljigulj | 豬朥束社 Cilasoaq | 1892年   | 1905年   | 總通事 總頭目 |

## 注腳
1. ↑  劉還月 《琅嶠十八社與斯卡羅族》 第93頁
2. ↑  郭素秋 《恆春半島文史研究：恆春—卑南古道調查研究》 第85頁
3. ↑  劉還月 《琅嶠十八社與斯卡羅族》 第93頁
4. ↑  郭素秋 《恆春半島文史研究：恆春—卑南古道調查研究》 第85頁
5. ↑  . 中央研究院數位文化中心.   [2021-09-04]. （原始内容存档于2021-09-04）.
6. ↑  黃清琦. . 原住民族文獻. No. 8 (中華民國原住民族委員會). 2013-08  [2021-09-04]. （原始内容存档于2021-10-19）.
7. ↑  . 國會圖書館.   [2021-09-04]. （原始内容存档于2021-09-04）.
8. ↑  . 中央研究院數位文化中心.   [2021-09-04]. （原始内容存档于2021-09-04）.
9. ↑  楊南郡 台灣原住民歷史語言文化大辭典:瑯嶠十八番社 （页面存档备份，存于）
10. ↑  曾明德 《瑯嶠十八社頭人卓杞篤家族與恆春半島族群關係之變遷（1867-1874）》 ，第18頁
11. ↑  郭素秋 《恆春半島文史研究：恆春—卑南古道調查研究》 ，第5頁。
12. ↑  林開世《族群、民族與現代國家：從頭人家系到斯卡羅族：重新出土的族群》 第259頁
13. ↑  葉神保《日本時期排灣族「南蕃事件」之研究》，第56頁
14. ↑  宋佩芬、吳宗翰，〈歷史脈絡性思考與國際視野：以國中社會教科書「牡丹社事件」為例〉《當代教育研究季刊》，第二十一卷第一期,2013年3月，第96頁
15. ↑  張添柱 《慢活阿塱壹古道》 第19頁
16. ↑  斯卡羅遺事 的存檔，存档日期2014-02-22.
17. ↑  斯卡羅族 的存檔，存档日期2014-02-22.
18. ↑  《熱蘭遮城日誌》 I-H/1636-04-22 （页面存档备份，存于）
19. ↑  《熱蘭遮城日誌》 I-K/1638-05-07 （页面存档备份，存于）
20. ↑  吳玲青《界外之人—琅嶠地方的歷史與人群》 ，第19頁
21. ↑  吳玲青《界外之人—琅嶠地方的歷史與人群》 ，第20頁
22. ↑  Tonio Andrade, How Taiwan Became Chinese: Dutch, Spanish and Han Colonization in the Seventeenth Century (New York: Columbia University Press, 2008), p. 29.
23. ↑  《熱蘭遮城日誌》 I-H/1636-05-15 （页面存档备份，存于）
24. ↑  《熱蘭遮城日誌》 I-I/1636-12-14 （页面存档备份，存于）
25. 1 2  《熱蘭遮城日誌》 I-I/1637-02-17 （页面存档备份，存于）
26. ↑  《熱蘭遮城日誌》 I-K/1638-02-07
27. ↑  葉神保〈荷蘭領臺時期排灣族境內之探金路線〉，《臺灣文獻》，61：1（2010.3），頁261-298
28. 1 2  《熱蘭遮城日誌》 II-A/1641-04-19～1643-02-25
29. ↑  吳玲青《界外之人—琅嶠地方的歷史與人群》 ，第22頁
30. ↑  吳玲青《界外之人—琅嶠地方的歷史與人群》 ，第21頁
31. ↑  《熱蘭遮城日誌》 II-C/1643-03-28
32. ↑  《熱蘭遮城日誌》 II-C/1643-10-09
33. ↑  《熱蘭遮城日誌》 II-E/1644-04-18
34. 1 2  安倍明義 《臺灣地名研究》 第282頁
35. ↑  《鳳山縣志》 卷十
36. ↑  吳聰敏，〈贌社制度之演變及其影響〉《台灣史研究》，16巻3期, pp.1-38, 2009年9月
37. 1 2 3 4 5  黃叔璥，《使臺錄.番俗六考》 南路鳳山瑯嶠十八社三
38. ↑  《重修鳳山縣志》 卷十二
39. ↑  吳玲青《界外之人—琅嶠地方的歷史與人群》 ，第10頁
40. ↑  鄭螢憶，〈仰沾聖化、願附編氓？ 康雍朝「生番」歸化與番人分類體制的形構〉《台灣史研究》，24巻2期, pp.1-32, 2017年6月
41. ↑  《續修台灣府志》 卷五
42. ↑  鄧傳安，《蠡測匯鈔》 25
43. ↑  《雍正朱批奏折選輯》 38
44. ↑  吳玲青《界外之人—琅嶠地方的歷史與人群》 ，第8頁
45. ↑  台灣舊慣調查會，《台灣私法》，第一卷上，頁205-206。
46. ↑  臨時臺灣土地調查局，《臺灣土地慣行一斑（一）》1905：115
47. ↑  臨時臺灣土地調查局，《臺灣土地慣行一斑（一）》1905：114
48. ↑  朱仕玠 《小琉球漫志》 卷三
49. ↑  《台灣詩鈔》 卷三
50. 1 2  《台案匯錄庚集》 卷一
51. ↑  吳玲青《界外之人—琅嶠地方的歷史與人群》 ，第12頁
52. ↑  吳玲青《界外之人—琅嶠地方的歷史與人群》 ，第5頁
53. ↑  吳玲青 《界外之人-琅嶠地方的歷史與人群》 第90頁
54. ↑  伊能嘉矩 《大日本地名叢書:台灣》 811頁
55. ↑  屠繼善《恆春縣志》，卷6，田賦，頁121。
56. ↑  黃啟仁 《恆春地區客家二次移民之研究 以保力村為例》 49頁
57. ↑  林開世 《族群、民族與現代國家：經驗與理論的反思－從頭人家繫到斯卡羅族：重新出土的族群？》 第282頁
58. ↑  李仙得 《李仙得臺灣記行》，第285頁
59. ↑  簡炯仁 《臺灣風物 第44卷1期:台南及高、屏地區平埔族「老祖」祭祀之現況調查研究》
60. ↑  許世融《清末到日治初期恆春地方的族群分布（1870-1900）》第19頁
61. ↑  劉還月 《琅嶠十八社與斯卡羅族》 第102頁
62. ↑  張靖委《恆春地區東片山客無到聚落研究》第29頁
63. 1 2  陳政三《紅毛探親再記: 島內島外趴趴走》第69頁
64. ↑  許世融《清末到日治初期恆春地方的族群分布（1870-1900）》第24頁
65. ↑  劉還月 《琅嶠十八社與斯卡羅族》 第105頁
66. ↑  簡明捷 《族群接觸與身份建構：以恆春阿美族人的歷史遷徙為例》，第61頁
67. ↑  洪麗雯 《國家與地方的媒介者－潘文杰》 第85頁
68. ↑  簡于鈞 《重訪接觸帶：從西方旅人視野再見19世紀台灣(1860-1885)》 第83頁
69. ↑  王淑慧 〈清末南臺灣涉外事件與鵝鑾鼻燈塔興建之關係（1867－1883）〉《美和學報》 201605 (35:1期)
70. ↑  《牡丹社事件的真相》，作者/林呈蓉，出版日/2006年4月，出版社/博揚文化事業有限公司，ISBN 957-0463-76-7
71. ↑  愛德華‧豪士（Edward H. House），翻譯/陳政三《征臺記事‧武士刀下的牡丹花》，26~30頁，原民文化事業有限公司，2003年2月，ISBN 957-8491-95-6
72. ↑  李仙得 《南台灣踏查手記》
73. ↑  周婉窈 《文獻中的琅嶠下十八社總頭目卓杞篤及其與李仙得三次會面》
74. ↑  《斯卡羅南遷之路》
75. ↑  陳政三 《原住民族文獻:李仙得將軍與卓杞篤酋長》 2013年12月第12期
76. ↑  周婉窈 《從琉球人船難受害到牡丹社事件：「新」材料與多元詮釋的可能》 第73頁
77. ↑  黃清琦 《原住民族文獻:牡丹社事件的地圖史料與空間探索（上）》 2013年4月第8期
78. ↑  羅永清 《原住民族文獻:漂流船與臺灣原住民的遭逢──清末以來的國際法爭議》 2012年4月第2期
79. ↑  《從琉球藩民墓碑文探索牡丹社事件》
80. ↑  王淑慧 《清末南臺灣涉外事件與鵝鑾鼻燈塔興建之關係（1867－1883）》 第32頁
81. ↑  洪麗雯 《國家與地方的媒介者－潘文杰》 第86頁
82. ↑  宋佩芬、吳宗翰，〈歷史脈絡性思考與國際視野：以國中社會教科書「牡丹社事件」為例〉《當代教育研究季刊》，第二十一卷第一期,2013年3月，第98頁
83. ↑  《鳳山縣志》
84. ↑  王淑慧 《清末南臺灣涉外事件與鵝鑾鼻燈塔興建之關係（1867－1883）》 第33頁
85. ↑  屠繼善 《恆春縣城志》 卷一
86. ↑  許世融《清末到日治初期恆春地方的族群分布（1870-1900）》第32頁
87. ↑  湯熙勇 《恆春知縣陳文緯的政績1892-1895》 第15頁
88. ↑  洪麗雯 《國家與地方的媒介者－潘文杰》 第89頁
89. ↑  湯熙勇 《恆春知縣陳文緯的政績1892-1895》 第14頁
90. ↑  屠繼善 《恆春縣城志》 卷二
91. ↑  洪麗雯 《國家與地方的媒介者－潘文杰》 第88頁
92. ↑  《光緒十八年台灣善後總局「為行知事」札恒春縣  （页面存档备份，存于）》
93. ↑  洪麗雯 《國家與地方的媒介者－潘文杰》 第91頁
94. 1 2 3 4 5 6 7  林蘭芳，〈檔案中的故事:恆春圍城〉歷史學柑仔店
95. ↑  洪麗雯 《國家與地方的媒介者－潘文杰》 第92頁
96. ↑  許世融《清末到日治初期恆春地方的族群分布（1870-1900）》第15頁
97. ↑  洪麗雯 《國家與地方的媒介者－潘文杰》 第93頁
98. ↑  李靜慧 《從贈禮到封鎖：日治初期臺灣總督府對北部山區原住民的認識與控制（1895-1909）》 第70頁
99. ↑  黃唯玲，〈日治時期「平地蕃人」的出現及其法律上待遇（1895-1937）〉《台灣史研究》，第十九卷第二期,2012年6月，第110頁
100. ↑  劉還月 《琅嶠十八社與斯卡羅族》 第91頁
101. ↑  臺灣總督府警察本署，1989：263-264）
102. ↑  許世融《清末到日治初期恆春地方的族群分布（1870-1900）》第29頁
103. ↑  張靖委《恆春地區東片山客無到聚落研究》第36頁
104. ↑  台灣總督府警務局 《理蕃誌稿》 第二編 第326頁
105. ↑  洪麗雯 《國家與地方的媒介者－潘文杰》 第94頁
106. 1 2  林家君 《模糊的邊界與差異的人群─滿州鄉「里德人」的人群分類與實踐》 第49頁
107. ↑  黃唯玲，〈日治時期「平地蕃人」的出現及其法律上待遇（1895-1937）〉《台灣史研究》，第十九卷第二期,2012年6月，第114頁
108. ↑  劉還月 《琅嶠十八社與斯卡羅族》 第94頁
109. 1 2  林家君 《模糊的邊界與差異的人群─滿州鄉「里德人」的人群分類與實踐》 第12頁
110. ↑  林家君 《模糊的邊界與差異的人群─滿州鄉「里德人」的人群分類與實踐》 第20頁
111. ↑  林家君 《模糊的邊界與差異的人群─滿州鄉「里德人」的人群分類與實踐》 第21頁
112. ↑  林家君 《模糊的邊界與差異的人群─滿州鄉「里德人」的人群分類與實踐》 第25頁
113. ↑  林家君 《模糊的邊界與差異的人群─滿州鄉「里德人」的人群分類與實踐》 第13頁
114. ↑  林家君 《模糊的邊界與差異的人群─滿州鄉「里德人」的人群分類與實踐》 第14頁
115. ↑  卓幸君 《文化觀光之所以可能--旭海部落的實踐歷程》 第34頁
116. ↑  《恆春地區東片山客無到聚落研究》
117. ↑  《核心部落、核心家族、人群互動關係與整合：. 近年恆春半島族群文化活動的參與觀察》
118. ↑  林家君 《模糊的邊界與差異的人群─滿州鄉「里德人」的人群分類與實踐》 第2頁
119. ↑  潘顯羊 《一個地方／人群的認同變遷： 「豬勞束社人」：「里德人」；「排灣族」：「斯卡羅人」》  第44頁
120. ↑  劉還月 《琅嶠十八社與斯卡羅族》 第139頁
121. ↑  林開世 《族群、民族與現代國家：經驗與理論的反思－從頭人家繫到斯卡羅族：重新出土的族群？》 第260頁
122. ↑  潘顯羊 《民族學研究所資料彙編 201712 (25期):　核心部落、核心家族、人群互動關係與整合：近年恆春半島族群文化活動的參與觀察》  第50頁
123. ↑  潘顯羊 《民族學研究所資料彙編 201712 (25期):　核心部落、核心家族、人群互動關係與整合：近年恆春半島族群文化活動的參與觀察》  第62頁
124. ↑  潘顯羊 《一個地方／人群的認同變遷： 「豬勞束社人」：「里德人」；「排灣族」：「斯卡羅人」》  第58頁
125. ↑  潘顯羊 《民族學研究所資料彙編 201712 (25期):　核心部落、核心家族、人群互動關係與整合：近年恆春半島族群文化活動的參與觀察》  第63頁
126. ↑  潘顯羊 《民族學研究所資料彙編 201712 (25期):　核心部落、核心家族、人群互動關係與整合：近年恆春半島族群文化活動的參與觀察》  第70頁
127. ↑  潘顯羊 《民族學研究所資料彙編 201712 (25期):　核心部落、核心家族、人群互動關係與整合：近年恆春半島族群文化活動的參與觀察》  第73頁
128. ↑  蔡宜靜 《荷據時期（1624∼1662）大龜文王國形成與發展之研究》，第164頁
129. ↑  吳玲青《界外之人—琅嶠地方的歷史與人群》 ，第17頁
130. ↑  林家君 《模糊的邊界與差異的人群─滿州鄉「里德人」的人群分類與實踐》 第17頁
131. ↑  陳韋辰《從系統所屬理解卑南族家屋社會與社會組織》，第31頁
132. ↑  張靖委《恆春地區東片山客無到聚落研究》第52頁
133. ↑  陳政三《紅毛探親再記: 島內島外趴趴走》第72頁
134. ↑  Plauchut, Edmond 《Les quatre campagnes militaires de 1874》
135. ↑  許世融《清末到日治初期恆春地方的族群分布（1870-1900）》第3頁
136. ↑  許世融《清末到日治初期恆春地方的族群分布（1870-1900）》第6頁
137. ↑  許世融《清末到日治初期恆春地方的族群分布（1870-1900）》第5頁
138. 1 2  葉神保 《日本時期排灣族「南蕃事件」之研究》第80頁
139. ↑  陳宗仁《近代臺灣原住民圖像中的槍──兼論槍枝的傳入、流通與使用》第79頁
140. ↑  許世融《清末到日治初期恆春地方的族群分布（1870-1900）》第8頁
141. ↑  許世融《清末到日治初期恆春地方的族群分布（1870-1900）》第9頁
142. ↑  許世融《清末到日治初期恆春地方的族群分布（1870-1900）》第10頁
143. ↑  許世融《清末到日治初期恆春地方的族群分布（1870-1900）》第37頁
144. ↑  張靖委《恆春地區東片山客無到聚落研究》第38頁
145. 1 2 3 4  森丑之助 《臺灣研究兩篇（下） 》
146. ↑  蔡宜靜 《荷據時期（1624∼1662）大龜文王國形成與發展之研究》，第157頁
147. ↑  曾明德 《瑯嶠十八社頭人卓杞篤家族與恆春半島族群關係之變遷（1867-1874）》 第24頁
148. ↑  林家君 《模糊的邊界與差異的人群─滿州鄉「里德人」的人群分類與實踐》 第22頁
149. ↑  葉神保 《日本時期排灣族「南蕃事件」之研究》第54頁
150. 1 2  葉神保 《日本時期排灣族「南蕃事件」之研究》第56頁
151. ↑  許妥瑪 《Visit to Tok-e-Tok, Chief of the 18 Tribes, Southern Formosa》
152. ↑  郭素秋 《恆春半島文史研究-恆春、卑南古道調查研究》 第50頁
153. ↑  林家君 《模糊的邊界與差異的人群─滿州鄉「里德人」的人群分類與實踐》 第37頁
154. ↑  林家君 《模糊的邊界與差異的人群─滿州鄉「里德人」的人群分類與實踐》 第31頁
155. ↑  張靖委《恆春地區東片山客無到聚落研究》第91頁
156. ↑  劉還月 《琅嶠十八社與斯卡羅族》 第41頁
157. ↑  劉還月 《琅嶠十八社與斯卡羅族》 第42頁
158. ↑  楊南郡譯註 《臺灣原住民族系統所屬之研究》 第472頁
159. ↑  林家君 《模糊的邊界與差異的人群─滿州鄉「里德人」的人群分類與實踐》 第26頁
160. 1 2 3 4  龔飛濤 青年 Ibis 的台灣之旅(一)  （页面存档备份，存于）
161. ↑  陳政三《紅毛探親再記: 島內島外趴趴走》第74頁
162. ↑  龔飛濤 青年 Ibis 的台灣之旅(二)  （页面存档备份，存于）
163. ↑  張靖委《恆春地區東片山客無到聚落研究》第123頁
164. ↑  《熱蘭遮城日誌》 I-H/1636-05-15
165. ↑  《熱蘭遮城日誌》 I-I/1636-12-14
166. ↑  《熱蘭遮城日誌》 I-I/1637-02-17
167. ↑  《恆春縣城志》 卷二
168. ↑  .   [2019-10-25]. （原始内容存档于2014-02-22）.
169. ↑  豬勞束社 garuljagulj 家系譜（移川子之藏等 [1935]）